# Nekrolog 1896
Nekrolog
◄◄
| ◄
| 1892
| 1893
| 1894
| 1895
| 1896 | 1897 | 1898 | 1899 | 1900 | ► | ►►
Weitere Ereignisse | Allgemeiner Nekrolog 1896
Die Beschreibung der verstorbenen Person sollte so kurz wie möglich gehalten sein und nur deren signifikante Tätigkeit(en) enthalten.
Neue Namen ggf. auch unter dem Geburts- und Sterbedatum, also etwa unter 1. Januar und im Geburts- und Sterbejahr (2024) eintragen (nur bei entsprechender großer Wichtigkeit). Für Beispiele siehe die schon vorhandenen Artikel.
Außerdem über die fünf zuletzt Verstorbenen, zu denen es einen ausreichend guten Artikel für eine Präsentation auf der Hauptseite gibt, nach der todesbedingten Überarbeitung der Artikel ggf. auch unter Wikipedia Diskussion:Hauptseite informieren und sie am besten auch in den anderen Wikipedia-Sprachversionen eintragen. Tipp: Regelmäßig bei news.google.de nach „ist tot“, „gestorben“ oder „verstorben“ suchen.
Wenn eine Person gestorben ist, gibt es viele Seiten zu dieser Person in der Wikipedia, die davon auch betroffen sind und entsprechend aktualisiert werden müssen. Beispiele: Namenübersichtsseite, Geburtsjahr, Geburtsort-Seiten und viele mehr.
Wie finde ich die betroffenen Seiten?
Im Suchfeld auf der linken Seite gibt man den Suchbegriff so ein: „Vorname Nachname“. Dann klickt man auf Volltext und alle Seiten mit entsprechendem Suchtext werden aufgerufen. Hier sieht man dann schnell, wo auch das Todesjahr Sinn macht oder sogar ein Teil des Artikels angepasst werden muss. Auch hilft das „Werkzeug“ auf der linken Seite sehr gut, um solche Seiten aufzufinden: „Links auf diese Seite“. Somit ist die Wikipedia wieder aktuell in allen Bereichen! Hinweis: bei Eintragung der Kategorie „Gestorben JAHR“ wird der Missbrauchsfilter 49 ausgelöst, was jedoch nicht schlimm ist. Siehe: Spezial:Missbrauchsfilter/49
Dies ist eine Liste von im Jahr 1896 verstorbenen bekannten Persönlichkeiten. Die Einträge erfolgen innerhalb der einzelnen Daten alphabetisch sortiert. Tiere sind im Nekrolog für Tiere zu finden.

## Januar
| Tag        | Name                                 | Beruf, bekannt als                                                                          | Alter | Beleg |
| ---------- | ------------------------------------ | ------------------------------------------------------------------------------------------- | ----- | ----- |
| 1. Januar  | Alfred Ely Beach                     | US-amerikanischer Erfinder, Verleger und Patentanwalt                                       | 69    |       |
| 1. Januar  | Franz Brandner                       | österreichischer katholischer Geistlicher und Hochschullehrer                               | 74    |       |
| 1. Januar  | Joseph Grimm                         | deutscher katholischer Theologe und Hochschullehrer                                         | 68    |       |
| 1. Januar  | Dionys von Grün                      | österreichischer Geograf und Hochschullehrer                                                | 76    |       |
| 1. Januar  | Ewald Löwe                           | deutscher Richter                                                                           | 58    |       |
| 2. Januar  | Walthère Frère-Orban                 | belgischer Staatsmann                                                                       | 83    |       |
| 3. Januar  | Lucius B. Darling                    | US-amerikanischer Politiker                                                                 | 68    |       |
| 3. Januar  | Henry Maurice Drummond-Hay           | schottischer Vogelkundler                                                                   | 81    |       |
| 3. Januar  | Adolf von Glümer                     | preußischer Offizier, zuletzt General der Infanterie                                        | 81    |       |
| 3. Januar  | Wilhelm Rautenstrauch                | deutscher Kaufmann und Politiker                                                            | 57    |       |
| 4. Januar  | Felice Francolini                    | italienischer Ingenieur und Architekt                                                       | 86    |       |
| 4. Januar  | Alexander von Preußen                | preußischer General der Infanterie                                                          | 75    |       |
| 4. Januar  | Joseph Hubert Reinkens               | deutscher Hochschullehrer und römisch-katholischer Priester                                 | 74    |       |
| 4. Januar  | Wilhelm von Wymetal                  | österreichischer Journalist und Schriftsteller                                              | 57    |       |
| 5. Januar  | James Wallace Black                  | US-amerikanischer Berufsfotograf                                                            | 70    |       |
| 5. Januar  | Anton Philipp Reclam                 | deutscher Verleger und Buchhändler                                                          | 88    |       |
| 5. Januar  | Heinrich Waldmann                    | deutscher Theologe und Abgeordneter in der Frankfurter Nationalversammlung                  | 84    |       |
| 7. Januar  | Rudolf Schweinitz                    | deutscher Bildhauer                                                                         | 56    |       |
| 8. Januar  | Johann Wilhelm Appell                | deutscher Schriftsteller und Bibliothekar                                                   | 66    |       |
| 8. Januar  | Colin Blackburn, Baron Blackburn     | britischer Jurist                                                                           | 82    |       |
| 8. Januar  | Vinzenz Fischer                      | Schweizer Jurist und Politiker                                                              | 79    |       |
| 8. Januar  | Giuseppe Maria Granniello            | italienischer Kardinal der römisch-katholischen Kirche                                      | 61    |       |
| 8. Januar  | William Rainey Marshall              | US-amerikanischer Politiker                                                                 | 70    |       |
| 8. Januar  | Paul Verlaine                        | französischer Lyriker                                                                       | 51    |       |
| 9. Januar  | Oskar Korsch                         | preußischer Abgeordneter und Präsident des Oberlandesgerichts Marienwerder                  | 64    |       |
| 9. Januar  | Guillaume Vogels                     | belgischer Maler                                                                            | 59    |       |
| 10. Januar | Heinrich Bang                        | Bürgermeister von Wesel und Mülheim an der Ruhr                                             | 57    |       |
| 10. Januar | Edwin von Dirckinck-Holmfeld         | dänischer Seeoffizier                                                                       | 93    |       |
| 10. Januar | August von Eye                       | deutscher Dichter, Philosoph, Schriftsteller, Kultur- und Kunsthistoriker und Maler         | 70    |       |
| 10. Januar | Wilhelm Friedrich Kochendörfer       | deutscher Verwaltungsjurist und Abgeordneter des Kurhessischen Kommunallandtages            | 73    |       |
| 11. Januar | Francis Channing Barlow              | General der United States Army im Sezessionskrieg                                           | 61    |       |
| 11. Januar | Louis Arthur von Briesen             | preußischer Generalleutnant                                                                 | 76    |       |
| 11. Januar | João de Deus                         | portugiesischer Dichter und Pädagoge                                                        | 65    |       |
| 11. Januar | Carl Friedrich Tenge                 | deutscher Gutsbesitzer und Industrieller                                                    | 71    |       |
| 11. Januar | George G. Wright                     | US-amerikanischer Jurist und Politiker                                                      | 75    |       |
| 12. Januar | Louis Lot                            | französischer Flötenbauer                                                                   | 88    |       |
| 12. Januar | Eduard Christian Martini             | deutscher Ortschronist, evangelischer Theologe, Pfarrer und Vikar                           | 75    |       |
| 13. Januar | Friedrich Friese III                 | Orgelbauer                                                                                  | 68    |       |
| 13. Januar | Carl Ulrici                          | deutscher Schriftsteller                                                                    | 56    |       |
| 14. Januar | Dietrich Otto von Berlepsch          | deutscher Jurist und Kirchenpolitiker, Mitglied der ersten Kammer des sächsischen Landtages | 72    |       |
| 14. Januar | Albert Glatzel                       | deutscher Jurist                                                                            | 62    |       |
| 14. Januar | August Lamey                         | deutscher Politiker (NLP), MdR                                                              | 79    |       |
| 15. Januar | Mathew B. Brady                      | US-amerikanischer Fotograf und Chronist des amerikanischen Sezessionskriegs                 | 73    |       |
| 15. Januar | Charles Jonas                        | US-amerikanischer Politiker                                                                 | 55    |       |
| 15. Januar | Andreas Oppermann                    | deutscher Jurist sowie Reise- und Kunstschriftsteller                                       | 68    |       |
| 15. Januar | Alexander Schadenberg                | deutscher Chemiker, Forschungsreisender und Ethnograph                                      | 43    |       |
| 16. Januar | Richard von Meerheimb                | sächsischer Offizier, zuletzt Oberst, und Schriftsteller                                    | 71    |       |
| 16. Januar | Moritz Rühlmann                      | deutscher Mechaniker und Mathematiker                                                       | 84    |       |
| 16. Januar | Karl Gustav Rümelin                  | US-amerikanischer Politiker                                                                 | 81    |       |
| 16. Januar | Philipp Rumpf                        | deutscher Maler und Radierer                                                                | 74    |       |
| 16. Januar | Nathaniel B. Smithers                | US-amerikanischer Politiker                                                                 | 77    |       |
| 17. Januar | Friedrich Krüger                     | deutscher Jurist und hanseatischer Diplomat                                                 | 76    |       |
| 17. Januar | Frank Lawler                         | US-amerikanischer Politiker                                                                 | 53    |       |
| 18. Januar | Lewis Bennett                        | US-amerikanischer Langstreckenläufer                                                        | 68    |       |
| 18. Januar | Charles Thomas Floquet               | französischer Politiker und Premierminister                                                 | 67    |       |
| 18. Januar | Otto Hassler                         | deutscher katholischer und später christkatholischer Geistlicher und Theologe               | 52    |       |
| 18. Januar | Hans von Passow                      | preußischer General                                                                         | 68    |       |
| 18. Januar | Frederick Robinson                   | britischer Seeoffizier                                                                      | 59    |       |
| 19. Januar | John B. Alley                        | US-amerikanischer Politiker                                                                 | 79    |       |
| 19. Januar | Václav František Červený             | tschechischer Instrumentenbauer und Musiker                                                 | 76    |       |
| 19. Januar | Friedrich Andreas Ruhstrat           | deutscher Verwaltungsjurist und Ministerpräsident des Herzogtums Oldenburg                  | 78    |       |
| 19. Januar | Ludwig von Spangenberg               | preußischer General der Infanterie                                                          | 69    |       |
| 19. Januar | Heinrich Thalboth                    | österreichischer Schauspieler, Regisseur und Dramatiker                                     | 54    |       |
| 20. Januar | Heinrich Moritz von Battenberg       | deutscher Adliger                                                                           | 37    |       |
| 20. Januar | Hans Lassen                          | deutscher Landwirt und Politiker, MdR                                                       | 64    |       |
| 20. Januar | Guillaume-René Meignan               | katholischer Theologe, Apologet und Kardinal                                                | 78    |       |
| 21. Januar | Karl Baumbach                        | deutscher Jurist und Politiker, MdR                                                         | 51    |       |
| 21. Januar | Karl Ludwig Wilhelm Daniel Draudt    | Richter und Landtagsabgeordneter Großherzogtum Hessen                                       | 85    |       |
| 21. Januar | Thomas Ewing, Jr.                    | US-amerikanischer Politiker                                                                 | 66    |       |
| 21. Januar | Johann Gustav Stickel                | deutscher evangelischer Theologe, Orientalist und Numismatiker                              | 90    |       |
| 22. Januar | Emil Brunnenmeister                  | Jurist und Professor für Straf- und Zivilprozeßrecht                                        | 41    |       |
| 22. Januar | Ignaz Czernits                       | österreichischer Sänger, Theaterschauspieler und -leiter                                    | 81    |       |
| 22. Januar | Adolf Gerstenberg                    | deutscher Architekt                                                                         | 70    |       |
| 22. Januar | George Heubel                        | deutscher Baseballspieler                                                                   | 46    |       |
| 22. Januar | Oscar Turner                         | US-amerikanischer Politiker                                                                 | 70    |       |
| 22. Januar | August Walter                        | deutscher Violinist und Komponist                                                           | 74    |       |
| 23. Januar | Christian d’Elvert                   | österreichisch-mährischer Politiker                                                         | 92    |       |
| 23. Januar | Fritz Krieger                        | deutscher Jurist und Politiker (NLP), MdR                                                   | 54    |       |
| 23. Januar | Ferdinand Schichau                   | deutscher Ingenieur und Werftbesitzer                                                       | 81    |       |
| 23. Januar | Charles de Souancé                   | französischer Ornithologe                                                                   | 72    |       |
| 24. Januar | Herman Meyer Bing                    | dänischer Politiker, Zeitungsverleger und Geschäftsmann                                     | 51    |       |
| 24. Januar | Désiré François Laugée               | französischer Genre- und Historienmaler                                                     | 72    |       |
| 24. Januar | John D. Lawson                       | US-amerikanischer Politiker                                                                 | 79    |       |
| 24. Januar | Karl Nördlinger                      | deutscher Zeichner und Kupferstecher                                                        | 84    |       |
| 24. Januar | Nikolai Nikolajewitsch Strachow      | russischer Philosoph, Publizist und Literaturkritiker                                       | 67    |       |
| 25. Januar | Luigia Abbadia                       | italienische Opernsängerin                                                                  | 75    |       |
| 25. Januar | Siegfried Wilhelm Albrecht           | deutscher Politiker (NLP), MdR                                                              | 69    |       |
| 25. Januar | Johann Daniel Eckhardt               | deutscher Bergarbeiter und Arbeiterführer                                                   | 59    |       |
| 25. Januar | Frederic Leighton, 1. Baron Leighton | englischer Maler, Illustrator und Bildhauer                                                 | 65    |       |
| 25. Januar | Vicente Palmaroli                    | spanischer Maler und Museumsdirektor                                                        | 61    |       |
| 25. Januar | Gheorghe Ucenescu                    | rumänischer Sänger, Komponist, Herausgeber und Lehrer                                       | 65    |       |
| 27. Januar | Simeon Bavier                        | Schweizer Politiker                                                                         | 70    |       |
| 27. Januar | Chéri Maurice                        | deutscher Schauspieler und Theaterdirektor französischer Herkunft                           | 90    |       |
| 27. Januar | Enrique de Ossó y Cervelló           | spanischer Ordensgründer und Heiliger der katholischen Kirche                               | 55    |       |
| 27. Januar | Rudolf Schirmer                      | deutscher Humanmediziner, Professor der Augenheilkunde in Greifswald                        | 64    |       |
| 28. Januar | Giuseppe Fiorelli                    | italienischer Klassischer Archäologe und Numismatiker                                       | 72    |       |
| 28. Januar | Wilhelm Hurm                         | deutscher Arzt, Kunstfreund und Politiker, MdBB                                             | 47    |       |
| 28. Januar | George Cochran Lambdin               | US-amerikanischer Maler                                                                     | 66    |       |
| 28. Januar | Johannes Müller Argoviensis          | Schweizer Botaniker                                                                         | 67    |       |
| 28. Januar | Wladimir Iwanowitsch Stepanow        | russischer Tänzer im „Kaiserlichen Ballett“ in Sankt Petersburg                             | 29    |       |
| 28. Januar | August Wild                          | deutscher Edelsteingraveur                                                                  | 81    |       |
| 28. Januar | Emil von Wohlgemuth                  | österreichischer Marineoffizier und Polarforscher                                           | 52    |       |
| 29. Januar | Jules Bordier                        | französischer Komponist                                                                     | 49    |       |
| 29. Januar | Willem Gerard Brill                  | niederländischer Niederlandist, Romanist, Anglist und Historiker                            | 84    |       |
| 29. Januar | Hugh Childers                        | britischer Politiker                                                                        | 68    |       |
| 29. Januar | Henri Fissot                         | französischer Pianist, Organist und Komponist                                               | 52    |       |
| 29. Januar | Bernhard Schwarzkopf                 | Bürgermeister und Abgeordneter                                                              | 70    |       |
| 30. Januar | Ernst Kapp                           | deutscher Philosoph                                                                         | 87    |       |
| 30. Januar | Wilhelm Preger                       | deutscher evangelischer Theologe, Lehrer und königlicher Oberkonsistorialrat                | 68    |       |
| 31. Januar | William Alexander Adams              | britischer Ingenieur und Unternehmer                                                        | 74    |       |
| 31. Januar | George A. Anderson                   | US-amerikanischer Politiker                                                                 | 42    |       |
| 31. Januar | Julie Favre                          | französische Pädagogin                                                                      | 62    |       |
| 31. Januar | Michail Ossipowitsch Mikeschin       | russischer Bildhauer und Maler                                                              | 60    |       |

## Februar
| Tag         | Name                                    | Beruf, bekannt als                                                                            | Alter | Beleg |
| ----------- | --------------------------------------- | --------------------------------------------------------------------------------------------- | ----- | ----- |
| 1. Februar  | Friedrich Strehlke                      | deutscher Pädagoge und Literaturwissenschaftler                                               | 70    |       |
| 1. Februar  | Robert Trossin                          | deutscher Kupferstecher                                                                       | 75    |       |
| 2. Februar  | Elisabeth von Sachsen-Altenburg         | Großherzogin von Oldenburg                                                                    | 69    |       |
| 2. Februar  | Hyazinth Wäckerle                       | deutscher Pädagoge und Mundartdichter                                                         | 59    |       |
| 3. Februar  | Alexei Petrowitsch Bogoljubow           | russischer Landschaftsmaler                                                                   | 71    |       |
| 3. Februar  | Jane Francesca Elgee                    | irische Schriftstellerin                                                                      |       |       |
| 3. Februar  | Carl Stölzel                            | deutscher Chemiker                                                                            | 69    |       |
| 4. Februar  | Elisabeth von Grotthuß                  | österreichische Erzählerin und Dramatikerin                                                   | 75    |       |
| 4. Februar  | Harvey H. Johnson                       | US-amerikanischer Politiker                                                                   | 87    |       |
| 5. Februar  | Jules Reiset                            | französischer Chemiker und Politiker                                                          | 77    |       |
| 6. Februar  | William Michael Cocke                   | US-amerikanischer Politiker                                                                   | 80    |       |
| 6. Februar  | John Gibbon                             | General der US-Armee                                                                          | 68    |       |
| 6. Februar  | Friedrich Hilpert                       | deutscher Cellist und Musikpädagoge                                                           | 54    |       |
| 6. Februar  | Paul von Oubril                         | russischer Diplomat                                                                           | 77    |       |
| 6. Februar  | Wilhelm Remler                          | deutscher Orgelbauer                                                                          | 71    |       |
| 6. Februar  | Charles-Gustave Smith                   | kanadischer Organist, Komponist, Maler und Musikpädagoge                                      | 69    |       |
| 7. Februar  | William Hayden English                  | US-amerikanischer Politiker                                                                   | 73    |       |
| 7. Februar  | Herbert Grove                           | englischer Tennisspieler                                                                      | 33    |       |
| 7. Februar  | Charles Wachsmuth                       | deutschamerikanischer Paläontologe                                                            | 66    |       |
| 8. Februar  | Julie Dorus-Gras                        | französische Opernsängerin                                                                    | 90    |       |
| 8. Februar  | Anna Schimpff-Jahn                      | deutsche Schriftstellerin und Verlegerin                                                      | 64    |       |
| 8. Februar  | David Simonson                          | deutscher Maler                                                                               | 64    |       |
| 10. Februar | Jules Busschop                          | belgischer Komponist und Dichter                                                              | 85    |       |
| 10. Februar | William H. Crain                        | US-amerikanischer Politiker                                                                   | 47    |       |
| 10. Februar | William Scheuneman Kenyon               | US-amerikanischer Jurist und Politiker                                                        | 75    |       |
| 10. Februar | Guido Richard Wagener                   | deutscher Anatom und Helminthologist sowie Musiksammler                                       | 73    |       |
| 10. Februar | Wakamatsu Shizuko                       | japanische Übersetzerin, Lehrerin und Schriftstellerin                                        | 31    |       |
| 10. Februar | Eduard Winkelmann                       | deutscher Historiker und Hochschullehrer                                                      | 57    |       |
| 12. Februar | Gaspard André                           | französischer Architekt                                                                       | 55    |       |
| 12. Februar | Louis-Auguste Boileau                   | französischer Architekt                                                                       | 83    |       |
| 12. Februar | Arthur Pabst                            | deutscher Kunsthistoriker                                                                     | 44    |       |
| 12. Februar | Emery D. Potter                         | US-amerikanischer Jurist und Politiker                                                        | 91    |       |
| 12. Februar | Ambroise Thomas                         | französischer Komponist                                                                       | 84    |       |
| 13. Februar | Ludwig Gabillon                         | Burgschauspieler und Regisseur                                                                | 70    |       |
| 13. Februar | Iraclie Porumbescu                      | rumänisch-orthodoxer Priester und Schriftsteller                                              | 72    |       |
| 13. Februar | Carl Martin Reinthaler                  | deutscher Komponist, Dirigent und Musikdirektor                                               | 73    |       |
| 14. Februar | Konstantin zu Hohenlohe-Schillingsfürst | österreichischer Obersthofmeister und General                                                 | 67    |       |
| 15. Februar | Jules Vuy                               | Schweizer Jurist, Schriftsteller, Historiker und Politiker                                    | 80    |       |
| 16. Februar | Carl Adler                              | bayerischer Jurist und Politiker                                                              | 72    |       |
| 16. Februar | Simon Blad                              | deutscher Kaufmann                                                                            | 77    |       |
| 16. Februar | Heinrich Kleffel                        | deutscher Richter und Verwaltungsjurist; Oberbürgermeister und Ehrenbürger von Tilsit         | 84    |       |
| 16. Februar | James Thomas Walker                     | britischer Geodät                                                                             | 69    |       |
| 16. Februar | Ernst von Witzendorff                   | mecklenburgischer Ministerialbeamter                                                          | 67    |       |
| 16. Februar | Eduard Zais                             | deutscher Architekt, nassauischer Baubeamter und Kirchenbauer                                 | 91    |       |
| 17. Februar | Alois Berla                             | österreichischer Schriftsteller und Schauspieler                                              | 69    |       |
| 17. Februar | Karl von Engel                          | Hof- und Verwaltungsbeamter im Herzogtum Mecklenburg-Strelitz                                 | 69    |       |
| 18. Februar | Charles Aitchison                       | britischer Kolonialbeamter, Lieutenant-Governor des Punjab (1882–1887)                        | 63    |       |
| 18. Februar | Heinrich Trübenbach                     | Pfarrer und Ortschronist                                                                      | 72    |       |
| 19. Februar | Theodor Baumann                         | deutscher Rittergutsbesitzer und Politiker                                                    | 66    |       |
| 20. Februar | Heinrich Raeithel                       | deutscher Bürgermeister, Fabrikant und Politiker (DFP), MdR                                   | 53    |       |
| 22. Februar | Julius Czwalina                         | deutscher Mathematiklehrer und Freimaurer                                                     | 86    |       |
| 22. Februar | Michael D. Harter                       | US-amerikanischer Politiker                                                                   | 49    |       |
| 22. Februar | Abel Hovelacque                         | französischer Linguist und Anthropologe                                                       | 52    |       |
| 22. Februar | George D. Robinson                      | US-amerikanischer Politiker                                                                   | 62    |       |
| 23. Februar | George Davis                            | US-amerikanischer Politiker                                                                   | 75    |       |
| 24. Februar | Julius Bergenroth                       | deutscher Gymnasiallehrer, Mitglied des Preußischen Abgeordnetenhauses, Ehrenbürger von Thorn | 78    |       |
| 24. Februar | Paul von Moll                           | belgischer Benediktiner, Priester der Abtei Dendermonde                                       | 71    |       |
| 24. Februar | Georg Röder                             | Landtagsabgeordneter und Richter Großherzogtum Hessen                                         | 76    |       |
| 26. Februar | David Acheson                           | US-amerikanischer Musiker                                                                     | ≈66   |       |
| 26. Februar | Arsène Houssaye                         | französischer Schriftsteller                                                                  | 80    |       |
| 26. Februar | Charles W. McClammy                     | US-amerikanischer Politiker                                                                   | 56    |       |
| 26. Februar | William Russell Smith                   | US-amerikanischer Politiker (Demokratische Partei)                                            | 80    |       |
| 26. Februar | Charles K. Tuckerman                    | amerikanischer Schriftsteller und Diplomat                                                    | 84    |       |
| 27. Februar | Melchior zur Strassen                   | deutscher Bildhauer                                                                           | 63    |       |
| 28. Februar | Edward Carrington Cabell                | US-amerikanischer Politiker                                                                   | 80    |       |
| 28. Februar | Edward R. Hays                          | US-amerikanischer Politiker                                                                   | 48    |       |
| 28. Februar | Joseph Munsch                           | österreichischer Maler                                                                        | 63    |       |
| 28. Februar | Ante Starčević                          | kroatischer Politiker, Publizist und Autor                                                    | 72    |       |
| 28. Februar | Paul Tétar van Elven                    | niederländischer Kunstmaler                                                                   | 72    |       |
| 29. Februar | Ludwig Brüel                            | deutscher Jurist und Politiker (Deutsch-Hannoverschen Partei), MdR                            | 77    |       |
| 29. Februar | Albrecht von Stosch                     | deutscher Staatsminister (1872–1883) und erster Chef der deutschen Admiralität                | 77    |       |

## März
| Tag      | Name                          | Beruf, bekannt als                                                                                                   | Alter | Beleg |
| -------- | ----------------------------- | --- | ----- | ----- |
| 1. März  | John B. Hoge                  | US-amerikanischer Politiker                                                                                          | 71    |       |
| 1. März  | William W. Rice               | US-amerikanischer Politiker                                                                                          | 69    |       |
| 2. März  | Johann Wöhr                   | österreichischer Geistlicher, Politiker und Schriftsteller                                                           | 53    |       |
| 3. März  | Constant de Deken             | belgischer Missionar und Forschungsreisender                                                                         | 43    |       |
| 3. März  | Ferdinand Kirschner           | österreichischer Architekt                                                                                           | 74    |       |
| 3. März  | Henry Starnes                 | kanadischer Politiker und Unternehmer                                                                                | 79    |       |
| 4. März  | Carl Dietze                   | deutscher Ingenieur                                                                                                  | 71    |       |
| 4. März  | Peter Richard Kenrick         | US-amerikanischer Geistlicher, Erzbischof von St. Louis                                                              | 89    |       |
| 4. März  | August Penzig                 | deutscher Politiker (NLP), MdR, MdL (Königreich Sachsen)                                                             | 69    |       |
| 5. März  | Franz Armand Buhl             | deutscher Politiker (NLP), MdR und Winzer                                                                            | 58    |       |
| 5. März  | Frederic T. Greenhalge        | US-amerikanischer Politiker                                                                                          | 53    |       |
| 5. März  | Adolf Reichel                 | deutsch-schweizerischer Dirigent und Komponist                                                                       | 79    |       |
| 6. März  | Zacharias Herrmann            | österreichischer und tschechischer Baumeister und Politiker                                                          | 61    |       |
| 6. März  | Isaak Elchanan Spektor        | russischer Rabbiner und Talmudist                                                                                    |       |       |
| 7. März  | Walter A. Burleigh            | US-amerikanischer Politiker                                                                                          | 75    |       |
| 8. März  | Friedrich Alphons Pick        | französisch-deutscher Schriftsteller und Politiker                                                                   | 87    |       |
| 8. März  | Ambrosius Rosenmund           | Schweizer Chemiker, Textilunternehmer und Politiker                                                                  | 49    |       |
| 9. März  | Otto Fridolin Fritzsche       | deutscher Theologe                                                                                                   | 83    |       |
| 9. März  | Adolf Mutzenbecher            | deutscher Verwaltungsjurist, Regierungspräsident für das Fürstentum Lübeck im Großherzogtum Oldenburg                | 61    |       |
| 9. März  | Carl Siegel                   | deutscher Jurist und Geheimer Oberregierungsrat                                                                      | 63    |       |
| 9. März  | Leopold Sonntag               | badischer Verwaltungsjurist                                                                                          | 65    |       |
| 10. März | Ludwig Wilhelm Gerhard Becker | deutscher Kaufmann                                                                                                   | 73    |       |
| 10. März | Karl Vogel                    | deutscher Jurist und Politiker, MdR                                                                                  | 74    |       |
| 11. März | Edmond Fleischhauer           | deutscher Mäzen und Politiker                                                                                        | 83    |       |
| 12. März | Melville J. Salter            | US-amerikanischer Politiker                                                                                          | 61    |       |
| 13. März | Benjamin Flanders             | US-amerikanischer Politiker                                                                                          | 80    |       |
| 13. März | Clarke Lewis                  | US-amerikanischer Politiker                                                                                          | 55    |       |
| 13. März | Egidio Mauri                  | italienischer Kardinal der römisch-katholischen Kirche                                                               | 67    |       |
| 13. März | William Benning Webb          | US-amerikanischer Politiker                                                                                          | 70    |       |
| 15. März | Albert Franck                 | deutscher Verleger in Paris, Gründer des Verlagshauses „Librairie A. Franck“                                         | 85    |       |
| 15. März | John Ireland                  | US-amerikanischer Jurist und Politiker                                                                               | 69    |       |
| 16. März | Adolph Behrens                | deutsch-englischer Musiker und Mäzen                                                                                 | 62    |       |
| 17. März | Bernhard Bohm                 | deutscher Gutsbesitzer und Politiker, MdR                                                                            | 54    |       |
| 17. März | Juan Gundlach                 | deutsch-kubanischer Zoologe                                                                                          | 85    |       |
| 18. März | Ludwig von Georgii            | deutscher Theologe                                                                                                   | 85    |       |
| 18. März | Otto Roquette                 | deutscher Schriftsteller                                                                                             | 71    |       |
| 20. März | Émile Boeswillwald            | französischer Architekt und Denkmalpfleger                                                                           | 81    |       |
| 20. März | Carl Geißler                  | deutscher Jurist und Parlamentarier                                                                                  |       |       |
| 20. März | Christian Nikolaus Schnittger | deutscher Maler, Zeichner und Fotograf                                                                               | 63    |       |
| 21. März | Isabel Burton                 | britische Reiseschriftstellerin                                                                                      | 65    |       |
| 21. März | William Quan Judge            | irisch-US-amerikanischer Rechtsanwalt und Theosoph                                                                   | 44    |       |
| 22. März | Carl von Carro                | österreichischer Theaterschauspieler, Rezitator und Dramatiker                                                       | 50    |       |
| 22. März | Thomas Hughes                 | englischer Schriftsteller, Jurist und Politiker, Mitglied des House of Commons                                       | 73    |       |
| 22. März | Ludwig Laistner               | deutscher Schriftsteller und Literaturhistoriker                                                                     | 50    |       |
| 22. März | Mathias Skeibrok              | norwegischer Bildhauer                                                                                               | 44    |       |
| 22. März | Julius von Wickede            | deutscher Offizier und Schriftsteller                                                                                | 76    |       |
| 23. März | Wilhelm Albrecht              | deutscher Gutsbesitzer und Politiker, MdR                                                                            | 74    |       |
| 24. März | Franz Bethke                  | deutscher Theaterschauspieler                                                                                        | 55    |       |
| 24. März | Ludwig Hartmann               | deutscher Fabrikant, Gutsbesitzer und Politiker, MdR                                                                 | 59    |       |
| 24. März | Florvil Hyppolite             | haitianischer Politiker und Präsident von Haiti                                                                      | 67    |       |
| 24. März | Franz Kuchenbuch              | deutscher Jurist und Maler                                                                                           | 83    |       |
| 24. März | Thomas Nicholls               | englischer Bildhauer                                                                                                 |       |       |
| 24. März | Johann Obersteiner            | österreichischer Komponist und Organist                                                                              | 71    |       |
| 24. März | Gebhard Schwärzler            | österreichischer Fabrikant und Politiker                                                                             | 81    |       |
| 26. März | Antónia Ferreira              | portugiesische Unternehmerin                                                                                         | 84    |       |
| 27. März | Otto von Lilienfeld           | deutsch-baltischer Rittergutsbesitzer, Jurist und Präsident des estländischen evangelisch-lutherischen Konsistoriums | 90    |       |
| 27. März | Joseph Rank                   | österreichischer Erzähler und Journalist                                                                             | 79    |       |
| 27. März | Fritz Rieter-Bodmer           | Schweizer Kaufmann                                                                                                   | 46    |       |
| 27. März | Wilhelm Scheidt               | deutscher Fabrikant und Politiker (NLP)                                                                              | 57    |       |
| 28. März | Anatoli Petrowitsch Bogdanow  | russischer Zoologe und Hochschullehrer                                                                               | 61    |       |
| 28. März | Albert Gallatin Egbert        | US-amerikanischer Politiker                                                                                          | 67    |       |
| 29. März | Alois Edenhofer               | deutscher Seminarlehrer, Kirchenmusiker und Komponist                                                                |       |       |
| 29. März | Leó Frankel                   | sozialistischer Politiker                                                                                            | 52    |       |
| 29. März | Robert Murphy Mayo            | US-amerikanischer Politiker                                                                                          | 59    |       |
| 29. März | Joseph Späth                  | österreichischer Gynäkologe                                                                                          | 73    |       |
| 29. März | Josef Ursin                   | österreichischer Politiker, Abgeordneter zum Reichsrat                                                               | 73    |       |
| 30. März | Orestes Cleveland             | US-amerikanischer Politiker                                                                                          | 67    |       |
| 30. März | Adolf Merkel                  | deutscher Rechtsphilosoph                                                                                            | 60    |       |
| 30. März | Ludvig Munthe                 | norwegischer Maler                                                                                                   | 55    |       |
| 30. März | Thomas Seay                   | US-amerikanischer Politiker                                                                                          | 49    |       |
| 30. März | Charilaos Trikoupis           | griechischer Politiker und Ministerpräsident                                                                         | 63    |       |

## April
| Tag       | Name                             | Beruf, bekannt als                                                                                      | Alter | Beleg |
| --------- | -------------------------------- | --- | ----- | ----- |
| 1. April  | Burt Van Horn                    | US-amerikanischer Politiker                                                                             | 72    |       |
| 2. April  | Georg Pflüger                    | deutscher Kaufmann und Politiker (DtVP), MdR                                                            | 60    |       |
| 2. April  | Theodore Robinson                | US-amerikanischer Maler                                                                                 | 43    |       |
| 3. April  | Adolf Kröber                     | deutscher Bierbrauer, Unternehmer und Politiker (DtVP), MdR                                             | 61    |       |
| 3. April  | Rudolf von Mandell               | österreichischer Politiker                                                                              | 79    |       |
| 3. April  | Cesare Mattei                    | italienischer Adliger, Literat, Politiker, Homöopath und Wunderheiler                                   | 87    |       |
| 4. April  | John C. Bagby                    | US-amerikanischer Politiker                                                                             | 77    |       |
| 4. April  | Clark Churchill                  | US-amerikanischer Jurist, Offizier, Grundbesitzer, Geschäftsmann und Politiker (Republikanische Partei) | 59    |       |
| 4. April  | Hedwig von Rittberg              | deutsche Krankenschwester                                                                               | 56    |       |
| 5. April  | John Rogers Thomas               | US-amerikanischer Komponist                                                                             | 66    |       |
| 6. April  | Bernhard Anemüller               | deutscher Historiker, Archivar und Bibliothekar                                                         | 75    |       |
| 6. April  | Hans von Bülow                   | sächsischer Generalmajor                                                                                | 59    |       |
| 6. April  | Ferdinand Gumbert                | deutscher Komponist, Gesangspädagoge und Musikkritiker                                                  | 77    |       |
| 6. April  | Sebastian Steiner                | österreichischer Bildhauer                                                                              | 59    |       |
| 7. April  | Edward Killingworth Johnson      | englischer Maler                                                                                        | 70    |       |
| 7. April  | Magnus Anton Reindl              | deutscher Geistlicher und Politiker (Zentrum), MdR                                                      | 63    |       |
| 9. April  | Gustav Körner                    | deutsch-amerikanischer Rechtsanwalt, Richter, Diplomat, Staatsmann                                      | 86    |       |
| 9. April  | Emil Schneider                   | deutscher Theaterschauspieler                                                                           | 63    |       |
| 10. April | John Edward Jones                | US-amerikanischer Politiker                                                                             | 55    |       |
| 10. April | Rudolf Knoll                     | deutscher Politiker und Unternehmer                                                                     | 62    |       |
| 10. April | Ludwig Ofterdinger               | deutscher Mathematiker und Hochschullehrer                                                              | 85    |       |
| 10. April | Stephen Michael Vincent Ryan     | kanadischer Ordensgeistlicher, Bischof von Buffalo                                                      | 70    |       |
| 10. April | Olof Sager-Nelson                | schwedischer Maler                                                                                      | 27    |       |
| 11. April | William Henry DeWitt             | US-amerikanischer Politiker                                                                             | 68    |       |
| 11. April | Thomas Michael Holt              | US-amerikanischer Politiker, Gouverneur von North Carolina                                              | 64    |       |
| 11. April | Karl von Schrader                | deutscher Rittergutsbesitzer und Hofbeamter                                                             | 47    |       |
| 12. April | Carl Humann                      | deutscher Ingenieur, Architekt und Archäologe                                                           | 57    |       |
| 12. April | António Lopes dos Santos Valente | portugiesischer Autor, Lusitanist und Lexikograf                                                        | 56    |       |
| 12. April | Alexander Ritter                 | deutscher Violinist, Dirigent und Komponist                                                             | 62    |       |
| 13. April | John Christian Schultz           | kanadischer Politiker                                                                                   | 56    |       |
| 14. April | John Doby Kennedy                | US-amerikanischer Politiker                                                                             | 56    |       |
| 14. April | Pierre Meinadier                 | französischer Politiker                                                                                 | 84    |       |
| 14. April | Sophus Tromholt                  | dänischer Lehrer, Nordlichtforscher und Hobbyfotograf                                                   | 44    |       |
| 15. April | August Alexander Järnefelt       | finnischer General, Topograph und Gouverneur                                                            | 63    |       |
| 15. April | Charles H. Voorhis               | US-amerikanischer Politiker                                                                             | 63    |       |
| 16. April | Constantin von Grimm             | deutscher Maler, Zeichner, Karikaturist, Illustrator und Journalist                                     | 50    |       |
| 16. April | Viktor Tilgner                   | österreichischer Bildhauer                                                                              | 51    |       |
| 17. April | Georg Morlok                     | württembergischer Eisenbahningenieur                                                                    | 81    |       |
| 19. April | Austin Abbott                    | US-amerikanischer Jurist und Schriftsteller                                                             | 64    |       |
| 19. April | Arthur I. Boreman                | US-amerikanischer Politiker                                                                             | 72    |       |
| 19. April | Matthäus Hörfarter               | österreichischer katholischer Geistlicher und Theologe                                                  | 78    |       |
| 19. April | Willard Ives                     | US-amerikanischer Politiker                                                                             | 89    |       |
| 20. April | Charles de Pitteurs-Hiegaerts    | belgischer Diplomat                                                                                     | 65    |       |
| 20. April | John Thynne, 4. Marquess of Bath | britischer Adliger, Politiker und Diplomat                                                              | 65    |       |
| 21. April | Karl Albert Max Balling          | österreichischer Chemiker und Hüttenmann                                                                | 60    |       |
| 21. April | Maurice de Hirsch                | deutsch-jüdischer Unternehmer und Philanthrop                                                           | 64    |       |
| 21. April | Adalbert Krüger                  | deutscher Astronom                                                                                      | 63    |       |
| 22. April | Richard von Loewe                | preußischer Generalleutnant                                                                             | 63    |       |
| 22. April | Wilhelm Mitterdorfer             | österreichischer Rechtsanwalt und Politiker, Landtagsabgeordneter                                       | 80    |       |
| 22. April | Léon Say                         | französischer Ökonom und Politiker                                                                      | 69    |       |
| 22. April | William Williams                 | US-amerikanischer Politiker                                                                             | 74    |       |
| 22. April | Mårten Eskil Winge               | schwedischer Maler des Symbolismus und Professor an der Königlichen Kunsthochschule in Stockholm        | 70    |       |
| 23. April | David Jerome                     | Gouverneur von Michigan                                                                                 | 66    |       |
| 23. April | Johann Wilhelm Lindlar           | deutscher Landschaftsmaler                                                                              | 79    |       |
| 23. April | George Munro                     | kanadischer Verleger, Philanthrop                                                                       | 70    |       |
| 23. April | Anselm Schott                    | deutscher Benediktiner, katholischer Theologe                                                           | 52    |       |
| 24. April | Carl Eduard Güthling             | deutscher Klassischer Philologe, Historiker und Gymnasialdirektor                                       | 72    |       |
| 24. April | Charles N. Lamison               | US-amerikanischer Politiker                                                                             |       |       |
| 25. April | Hermann Arnold                   | deutscher Maler                                                                                         | 49    |       |
| 25. April | Luka Jeran                       | slowenischer Schriftsteller und Pfarrer                                                                 | 77    |       |
| 26. April | August Berthelt                  | deutscher Lehrer und pädagogischer Schriftsteller                                                       | 82    |       |
| 26. April | John W. Houston                  | US-amerikanischer Politiker                                                                             | 81    |       |
| 26. April | Pelle Molin                      | schwedischer Schriftsteller und Maler                                                                   | 31    |       |
| 26. April | Vincenz Pilz                     | österreichischer Bildhauer                                                                              | 79    |       |
| 27. April | Giovanni Antonio Benini          | italienischer Geistlicher und römisch-katholischer Bischof von Pescia                                   | 84    |       |
| 27. April | Albert Fischer                   | evangelischer Pfarrer und Hymnologe                                                                     | 67    |       |
| 27. April | Danko von Funcke                 | deutscher Landrat und Politiker, MdR                                                                    | 66    |       |
| 27. April | Henry Parkes                     | australischer Politiker, Dichter und Journalist                                                         | 80    |       |
| 28. April | Ferdinand von Mertens            | preußischer Generalleutnant                                                                             | 88    |       |
| 28. April | Hermann Seidel                   | deutscher Gärtner und Pflanzenzüchter                                                                   | 62    |       |
| 28. April | Heinrich von Treitschke          | deutscher Historiker, politischer Publizist und Politiker (NLP), MdR                                    | 61    |       |
| 29. April | Adolf Franckel                   | österreichischer Regisseur und Theaterleiter                                                            | 73    |       |
| 29. April | Jean-Barthélemy Hauréau          | französischer Historiker und Publizist                                                                  | 83    |       |
| 29. April | William Lockhart                 | englischer Missionar, Arzt und Menschenrechtler                                                         | 84    |       |
| 29. April | William Fiero Russell            | US-amerikanischer Politiker                                                                             | 84    |       |
| 30. April | Antonio Cagnoni                  | italienischer Opernkomponist                                                                            | 68    |       |
| 30. April | Paschalis Gratze                 | deutscher Orgelbauer, Kirchenplaner und Baumeister                                                      | 76    |       |
| April     | Eduard Lambert                   | letzter Kaptein der Lambert-Orlam                                                                       |       |       |

## Mai
| Tag     | Name                              | Beruf, bekannt als                                                           | Alter | Beleg |
| ------- | --------------------------------- | ---------------------------------------------------------------------------- | ----- | ----- |
| 1. Mai  | Friedrich Heinrich Geffcken       | deutscher Jurist                                                             | 65    |       |
| 1. Mai  | Ferdinand von Gmelin              | deutscher Reichsgerichtsrat                                                  | 71    |       |
| 1. Mai  | Naser ad-Din Schah                | persischer Schah (1848–1896)                                                 | 64    |       |
| 2. Mai  | Heinrich Anton Delius             | deutscher Textilindustrieller und Gutsbesitzer                               | 89    |       |
| 2. Mai  | Julius Sturm                      | deutscher Dichter der Spätromantik                                           | 79    |       |
| 3. Mai  | Alfred William Hunt               | englischer Landschaftsmaler                                                  | 65    |       |
| 4. Mai  | Wilhelm Post                      | Fabrikbesitzer in Hagen                                                      | 43    |       |
| 5. Mai  | Silas Adams                       | US-amerikanischer Politiker                                                  | 57    |       |
| 5. Mai  | Auguste Sallé                     | französischer Entomologe, Ornithologe, Malakologe und Forschungsreisender    | 75    |       |
| 6. Mai  | Hermann Engler                    | deutscher Jurist, Landrat und Mitglied des Preußischen Abgeordnetenhauses    | 74    |       |
| 6. Mai  | Johannes Eschmann                 | Schweizer Landwirt und Politiker                                             | 61    |       |
| 6. Mai  | John Mansfield                    | US-amerikanischer Politiker                                                  | 73    |       |
| 7. Mai  | Simon Durand                      | Schweizer Genre- und Porträtmaler sowie Zeichner und Aquarellist             | 57    |       |
| 7. Mai  | Luigi Galimberti                  | katholischer Theologe und Kardinal                                           | 60    |       |
| 7. Mai  | H. H. Holmes                      | US-amerikanischer Serienmörder                                               | 34    |       |
| 8. Mai  | Carl Baer                         | deutscher Jurist und Politiker, MdR                                          | 62    |       |
| 8. Mai  | Johannes Diemer                   | deutscher Hotelier, Chorleiter und Schauspieler                              |       |       |
| 8. Mai  | Georg Liebscher                   | deutscher Pflanzenbauwissenschaftler                                         | 43    |       |
| 9. Mai  | Karl von Oppen                    | preußischer Generalleutnant und zuletzt Kommandant der Festung Breslau       | 72    |       |
| 10. Mai | Luigi Cossa                       | italienischer Nationalökonom                                                 | 64    |       |
| 10. Mai | Télesphore Fournier               | kanadischer Jurist und Politiker                                             | 72    |       |
| 10. Mai | August Hosius                     | deutscher Geologe und Paläontologe                                           | 70    |       |
| 11. Mai | Carl Maria Finkelnburg            | deutscher Mediziner und Hygieniker                                           | 63    |       |
| 11. Mai | Heinrich Gieschen                 | deutscher Anwalt und Politiker (DFP), MdHB, MdR                              | 52    |       |
| 11. Mai | James Augustus Johnson            | US-amerikanischer Politiker                                                  | 66    |       |
| 12. Mai | Enrico Cernuschi                  | italienischer Nationalökonom, Politiker, Bankier und Kunstsammler            | 75    |       |
| 12. Mai | Ludolf Fromme                     | deutscher Verwaltungsjurist, MdR                                             | 82    |       |
| 12. Mai | Juan Morel Campos                 | puerto-ricanischer Komponist                                                 | 38    |       |
| 13. Mai | Auguste Cornaz                    | Schweizer Politiker und Bundesrichter                                        | 61    |       |
| 13. Mai | Theodor Dettmers                  | deutscher Unternehmer und Lithograf                                          | 70    |       |
| 13. Mai | Eduard Ireland                    | englischer Landschaftsmaler                                                  | 66    |       |
| 13. Mai | Gustav Marek                      | deutscher Pflanzenbauwissenschaftler                                         | 55    |       |
| 14. Mai | Emil Lommer                       | deutscher Generalarzt                                                        | 61    |       |
| 15. Mai | Henri Chaumont                    | französischer katholischer Priester, Ordensgründer                           | 57    |       |
| 15. Mai | Friedrich Dittes                  | deutscher Pädagoge, Reformer des österreichischen Schulwesens                | 66    |       |
| 16. Mai | Julius Stief                      | deutscher Verleger und Politiker                                             | 68    |       |
| 16. Mai | Peter von Szembek                 | polnisch-deutscher Rittergutsbesitzer und Politiker, MdR                     | 51    |       |
| 17. Mai | Wilhelm von Henke                 | deutscher Anatom in Prag und Tübingen                                        | 61    |       |
| 17. Mai | Wera Schelichowskaja              | russische Schriftstellerin und Theosophin                                    | 61    |       |
| 17. Mai | Magnus Will                       | deutscher Jurist und Bürgermeister von Aschaffenburg                         | 29    |       |
| 18. Mai | Wilhelm Jakob Behaghel            | Rechtswissenschaftler, Hochschullehrer und Mitglied des Badischen Landtages  | 72    |       |
| 18. Mai | Otto von Camphausen               | preußischer Finanzminister                                                   | 83    |       |
| 18. Mai | Wilhelm Kandler                   | böhmischer Maler                                                             | 80    |       |
| 18. Mai | Elias Landolt                     | Schweizer Forstwissenschafter                                                | 74    |       |
| 18. Mai | Daniel Pollen                     | Premierminister von Neuseeland                                               | 82    |       |
| 18. Mai | Gustav Siehr                      | deutscher Hofopern- und Kammersänger                                         | 58    |       |
| 19. Mai | Kate Field                        | US-amerikanische Journalistin, Publizistin und Dramatikerin                  | 57    |       |
| 19. Mai | Karl Ludwig von Österreich        | österreichischer Erzherzog und Thronfolger                                   | 62    |       |
| 20. Mai | Julie Salis-Schwabe               | deutsche Philanthropin jüdischer Abstammung                                  | 77    |       |
| 20. Mai | Clara Schumann                    | deutsche Komponistin und Pianistin                                           | 76    |       |
| 21. Mai | Alfred de Martonne                | französischer Mediävist, Romanist und Literat                                | 75    |       |
| 22. Mai | Julius Roeting                    | deutscher Maler                                                              | 73    |       |
| 22. Mai | Heinrich Richter                  | deutscher Schauspieler, Theaterregisseur und Hochschullehrer                 | 75    |       |
| 22. Mai | William A. Wallace                | US-amerikanischer Politiker                                                  | 68    |       |
| 23. Mai | Lucius Fairchild                  | US-amerikanischer Politiker                                                  | 64    |       |
| 23. Mai | Gustav Adolf Pfleiderer           | deutscher Unternehmer                                                        | 51    |       |
| 23. Mai | Heinrich Christoph Gottlieb Stier | deutscher Historiker, Philologe und Pädagoge                                 | 70    |       |
| 24. Mai | Edward Armitage                   | englischer Historienmaler                                                    | 79    |       |
| 24. Mai | Michael Birkeland                 | norwegischer Reichsarchivar, Historiker und Politiker, Mitglied des Storting | 65    |       |
| 24. Mai | John Echols                       | Politiker und General der Konföderierten im Amerikanischen Bürgerkrieg       | 73    |       |
| 24. Mai | Hermann Rost                      | deutscher Buchhändler und Verleger                                           | 74    |       |
| 25. Mai | Anton August von Below            | preußischer Kavallerieoffizier und Generalmajor                              | 87    |       |
| 25. Mai | Konrad Friedländer                | deutscher Gymnasialpädagoge und Turnpionier                                  | 64    |       |
| 25. Mai | Otto von Knapp                    | deutscher Jurist und Politiker, MdR                                          | 64    |       |
| 25. Mai | Franz Kuhn von Kuhnenfeld         | österreichischer Reichskriegsminister                                        | 78    |       |
| 25. Mai | Arthur C. Mellette                | US-amerikanischer Politiker                                                  | 53    |       |
| 25. Mai | Luigi Federico Menabrea           | italienischer Wissenschaftler, General und Politiker                         | 86    |       |
| 26. Mai | Gustav Heerbrandt                 | deutsch-amerikanischer Unternehmer und Zeitungsherausgeber                   | 77    |       |
| 26. Mai | Felix von Loë                     | preußischer Verwaltungsjurist, MdR                                           | 71    |       |
| 27. Mai | Robert von Doetinchem de Rande    | preußischer Generalmajor                                                     | 66    |       |
| 27. Mai | Heinrich Horneck von Weinheim     | deutscher Gutsbesitzer und Politiker (Zentrum), MdR                          | 53    |       |
| 27. Mai | Walter L. Sessions                | US-amerikanischer Politiker                                                  | 75    |       |
| 27. Mai | Alexander Grigorjewitsch Stoletow | russischer Physiker                                                          | 56    |       |
| 28. Mai | Octavian Joseph Graf Kinsky       | böhmischer Adliger                                                           | 83    |       |
| 28. Mai | Heinrich von Stein                | deutscher Philologe, Philosoph und Universitätsrektor                        | 62    |       |
| 29. Mai | Gabriel Auguste Daubrée           | französischer Geologe                                                        | 81    |       |
| 29. Mai | Friedrich Göler von Ravensburg    | deutscher Kunsthistoriker und Rubensforscher                                 | 42    |       |
| 29. Mai | Francis Edwin Shober              | US-amerikanischer Politiker                                                  | 65    |       |
| 30. Mai | Adolf Goldfeder                   | polnischer Bankier                                                           |       |       |
| 31. Mai | Kikisoblu                         | älteste Tochter des Häuptlings der Suquamish auf Bainbridge Island           |       |       |
| 31. Mai | Franz Ludorff                     | deutscher Pädagoge und Schriftsteller                                        | 44    |       |
| 31. Mai | Homer V. M. Miller                | US-amerikanischer Politiker                                                  | 82    |       |
| 31. Mai | Heinrich Sieber                   | Seifenfabrikant, Bürgermeister von Wiesloch, badischer Landtagsabgeordneter  | 59    |       |

## Juni
| Tag      | Name                                      | Beruf, bekannt als                                                                      | Alter | Beleg |
| -------- | ----------------------------------------- | --------------------------------------------------------------------------------------- | ----- | ----- |
| 1. Juni  | Wolfgang Bernhardi                        | deutscher Autor und Zeitschriftenherausgeber                                            | 56    |       |
| 1. Juni  | Whitman G. Ferrin                         | US-amerikanischer Anwalt und Politiker, der State Auditor von Vermont war (1870–1876)   | 77    |       |
| 1. Juli  | Heinrich Lauer                            | Gutsbesitzer und Mitglied der kurhessischen Ständeversammlung                           | 79    |       |
| 1. Juni  | Johann Stahmer                            | deutscher Politiker, Hamburger Senator und Kaufmann                                     | 76    |       |
| 2. Juni  | Ludwig Heinrich Bernhard Bornemann        | deutscher Amtsgerichtsrat; Ehrenbürger in Harburg                                       | 79    |       |
| 2. Juni  | Gerhard Rohlfs                            | deutscher Afrikareisender und Schriftsteller                                            | 65    |       |
| 2. Juni  | Ozora Pierson Stearns                     | US-amerikanischer Politiker                                                             | 65    |       |
| 3. Juni  | Hasso von Flemming                        | deutscher Rittergutsbesitzer und Parlamentarier                                         | 57    |       |
| 3. Juni  | Heino Goepel                              | deutscher Mediziner                                                                     | 62    |       |
| 3. Juni  | Wilhelm Heinzerling                       | deutscher Richter, Hochschullehrer, Parlamentarier und Kirchenpolitiker                 | 67    |       |
| 3. Juni  | Heinrich Hudtwalcker                      | deutscher Kaufmann                                                                      | 66    |       |
| 4. Juni  | Franziska von Reitzenstein                | deutsche Schriftstellerin                                                               | 61    |       |
| 4. Juni  | Ernesto Rossi                             | italienischer Schauspieler                                                              | 69    |       |
| 4. Juni  | Gustavus Woodson Smith                    | US-amerikanischer Offizier, Kriegsminister der Konföderierten Staaten im Bürgerkrieg    | 74    |       |
| 5. Juni  | Josiah Begole                             | US-amerikanischer Politiker                                                             | 81    |       |
| 5. Juni  | Adolf Meier                               | deutscher Lehrer und Zeichner                                                           | 88    |       |
| 6. Juni  | Josef Dachs                               | österreichischer Pianist, Musikwissenschaftler, Musikpädagoge                           | 70    |       |
| 6. Juni  | Wilhelm Dornewaß                          | deutscher Tänzer und Theaterschauspieler                                                | 77    |       |
| 6. Juni  | Eduard Eppelsheim                         | deutscher Mediziner, bayerischer Bezirksarzt, Koleopterologe                            | 59    |       |
| 6. Juni  | Benno Schmidt                             | deutscher Mediziner und Hochschullehrer                                                 | 70    |       |
| 7. Juni  | Pavlos Carrer                             | griechischer Komponist                                                                  | 67    |       |
| 7. Juni  | Wyatt Eaton                               | kanadischer Maler                                                                       | 47    |       |
| 7. Juni  | Ferdinand Gottfried von Herder            | deutscher Botaniker                                                                     | 68    |       |
| 8. Juni  | Jakob Berthieu                            | Jesuit, Missionar und Seliger der römisch-katholischen Kirche                           | 57    |       |
| 8. Juni  | John Gregory Bourke                       | US-amerikanischer Soldat und Ethnologe                                                  | 52    |       |
| 8. Juni  | Georg Dengler                             | deutscher Domvikar und Kunstreferent des Bistums Regensburg                             | 56    |       |
| 8. Juni  | Jules Simon                               | französischer Politiker                                                                 | 81    |       |
| 8. Juni  | Johann Jakob Weilenmann                   | Schweizer Alpinist                                                                      | 77    |       |
| 9. Juni  | John Cougnard                             | Schweizer evangelischer Geistlicher und Hochschullehrer                                 | 74    |       |
| 9. Juni  | Adolphe Danhauser                         | französischer Komponist und Musikpädagoge                                               | 61    |       |
| 9. Juni  | Louis Dorus                               | französischer Flötist                                                                   | 84    |       |
| 9. Juni  | Marquis de Morès                          | französischer Abenteurer und Politiker                                                  | 37    |       |
| 10. Juni | Donald Alexander Macdonald                | kanadischer Politiker und Unternehmer, Vizegouverneur von Ontario                       | 79    |       |
| 10. Juni | Frederick Askew Skuse                     | britisch-australischer Insektenkundler                                                  |       |       |
| 10. Juni | Maximilian von Vrints zu Falkenstein      | österreichischer Großgrundbesitzer und Diplomat                                         | 94    |       |
| 11. Juni | Alexander S. Diven                        | US-amerikanischer Offizier und Politiker                                                | 87    |       |
| 11. Juni | Heinrich Adolf Valentin Hoffmann          | deutscher Landschaftsmaler                                                              | 81    |       |
| 11. Juni | Kahimemua Nguvauva                        | namibischer Führer                                                                      |       |       |
| 11. Juni | Hermann Rosenthal                         | deutscher Schriftsteller und Bühnenautor                                                | 59    |       |
| 12. Juni | Nikodemus Kavikunua                       | Führer der Herero im ehemaligen Deutsch-Südwestafrika (1880–1896)                       |       |       |
| 12. Juni | Matthias Schumann                         | deutscher Statistiker                                                                   | 44    |       |
| 13. Juni | Hans Ernst von Berchem-Haimhausen         | deutsch-österreichischer Großgrundbesitzer                                              | 72    |       |
| 13. Juni | Alpheus Felch                             | US-amerikanischer Jurist und Politiker                                                  | 91    |       |
| 13. Juni | Fritz Sonderland                          | deutscher Maler und Grafiker                                                            | 59    |       |
| 14. Juni | Gustav Häcker                             | deutscher Jurist und Liedtexter                                                         | 73    |       |
| 14. Juni | Anton Leikert                             | deutscher Bauunternehmer und Mitglied des Provinziallandtages der Provinz Hessen-Nassau | 61    |       |
| 14. Juni | Friedrich von Oer                         | Oberer Kämmerer des Fürsten Ysenburg                                                    | 53    |       |
| 14. Juni | František Sequens                         | tschechischer Kirchen- und Historienmaler                                               | 59    |       |
| 14. Juni | Friedrich Wisser                          | deutscher Gutsbesitzer und Politiker, MdR                                               | 61    |       |
| 15. Juni | Frederik Barfod                           | dänischer Schriftsteller und Politiker, Mitglied des Folketing                          | 85    |       |
| 15. Juni | Hermann von Buchka                        | deutscher Jurist und Beamter                                                            | 74    |       |
| 15. Juni | Ludmilla Dietz                            | österreichische Theaterschauspielerin und Sängerin (Sopran)                             | 62    |       |
| 16. Juni | Franz Hubertus von Dalwigk zu Lichtenfels | deutscher Rittergutsbesitzer und Politiker, MdR                                         | 66    |       |
| 17. Juni | Thomas Powys, 4. Baron Lilford            | britischer Aristokrat und Ornithologe                                                   | 63    |       |
| 18. Juni | Ephraim H. Hyde                           | US-amerikanischer Politiker                                                             | 84    |       |
| 19. Juni | Louis Alexandre Brière de l’Isle          | französischer General                                                                   | 69    |       |
| 19. Juni | John Beverley Robinson                    | kanadischer Politiker                                                                   | 75    |       |
| 19. Juni | Wilhelm Schlesinger                       | österreichischer Mediziner und Schriftsteller                                           |       |       |
| 19. Juni | Byron G. Stout                            | US-amerikanischer Politiker                                                             | 67    |       |
| 20. Juni | Karl Becker                               | deutscher Statistiker                                                                   | 72    |       |
| 20. Juni | Alcibiade Béique                          | kanadischer Organist und Musikpädagoge                                                  | 39    |       |
| 20. Juni | Jacob Herman Bing                         | dänischer Verleger und Unternehmer                                                      | 84    |       |
| 20. Juni | Jakob Laurenz Sonderegger                 | Schweizer Arzt                                                                          | 70    |       |
| 21. Juni | Hugo von Bilimek-Waissolm                 | österreichischer Feldmarschallleutnant                                                  | 58    |       |
| 21. Juni | Ibrahim Derwisch Pascha                   | osmanischer General                                                                     |       |       |
| 22. Juni | Benjamin H. Bristow                       | US-amerikanischer Politiker, Solicitor General und Finanzminister                       | 64    |       |
| 22. Juni | Thomas R. Hudd                            | US-amerikanischer Politiker                                                             | 60    |       |
| 22. Juni | August Jernberg                           | schwedischer Maler                                                                      | 69    |       |
| 22. Juni | Ansel T. Walling                          | US-amerikanischer Politiker                                                             | 72    |       |
| 23. Juni | Hubert Ferdinand Kufferath                | deutscher Komponist                                                                     | 78    |       |
| 23. Juni | Franz Xaver Pendl                         | Tiroler Bildhauer                                                                       | 79    |       |
| 23. Juni | Joseph Prestwich                          | englischer Geologe und Unternehmer                                                      | 84    |       |
| 24. Juni | Lothar Abel                               | österreichischer Architekt und Hochschullehrer                                          | 55    |       |
| 24. Juni | Eberhard Cronemeyer                       | deutscher evangelischer Geistlicher                                                     | 53    |       |
| 25. Juni | Alfred Siegfried                          | deutscher Gutsbesitzer und Politiker (NLP), MdR                                         | 75    |       |
| 25. Juni | Samuel Leonard Tilley                     | kanadischer Politiker, Premierminister und Vizegouverneur von New Brunswick             | 78    |       |
| 25. Juni | Lyman Trumbull                            | US-amerikanischer Politiker (Republikanische Partei)                                    | 82    |       |
| 26. Juni | Louis d’Orléans, duc de Nemours           | Herzog von Nemours sowie französischer Generalleutnant und Brigadegeneral               | 81    |       |
| 28. Juni | Heinrich Berling                          | deutscher Zollverwalter, Postmeister und Politiker, MdR                                 | 78    |       |
| 28. Juni | Ferdinand Wilhelm Schmid                  | württembergischer Politiker                                                             | 67    |       |
| 29. Juni | Wilhelm Heinrich Meyer                    | deutscher Kaufmann und Autor                                                            | 62    |       |
| 29. Juni | Jean Balthasar Schnetzler                 | Schweizer Naturwissenschaftler                                                          | 72    |       |
| 29. Juni | Marmaduke Wyvill                          | englischer Aristokrat, Politiker, Mitglied des House of Commons und Schachmeister       |       |       |
| 30. Juni | John Weinland Killinger                   | US-amerikanischer Politiker                                                             | 71    |       |

## Juli
| Tag      | Name                             | Beruf, bekannt als                                                                       | Alter | Beleg |
| -------- | -------------------------------- | ---------------------------------------------------------------------------------------- | ----- | ----- |
| 1. Juli  | Joseph C. McKibbin               | US-amerikanischer Politiker                                                              | 72    |       |
| 1. Juli  | Harriet Beecher Stowe            | US-amerikanische Schriftstellerin, erklärte Gegnerin der Sklaverei                       | 85    |       |
| 2. Juli  | Isaac Hollister Hall             | US-amerikanischer Orientalist, Bibelforscher und Epigraphiker                            | 58    |       |
| 2. Juli  | Rudolf Kögel                     | deutscher evangelischer Theologe, Kanzelredner und Kirchenlieddichter                    | 67    |       |
| 2. Juli  | Roberto Sacasa Sarria            | nicaraguanischer Politiker, Präsident von Nicaragua (1889–1891 und 1891–1893)            | 56    |       |
| 3. Juli  | Johann Andreas Culin             | deutscher Ingenieur                                                                      | 70    |       |
| 4. Juli  | Alphonse de la Fontaine          | luxemburgischer Forstingenieur und Zoologe                                               | 70    |       |
| 4. Juli  | John Charles Haines              | US-amerikanischer Politiker                                                              | 78    |       |
| 4. Juli  | Hugo Helfritz                    | Bürgermeister von Greifswald, preußischer Politiker                                      | 68    |       |
| 4. Juli  | Marcelo H. del Pilar             | philippinischer Journalist, Satiriker und Propagandist                                   | 45    |       |
| 4. Juli  | Josef Pelikan von Plauenwald     | k. u. k. Feldmarschalleutnant                                                            | 78    |       |
| 4. Juli  | Alfred von Schlabrendorff-Seppau | preußischer Gutsbesitzer und Politiker                                                   | 66    |       |
| 5. Juli  | Johann Georg Bornemann           | deutscher Geologe, Paläontologe und Unternehmer                                          | 65    |       |
| 6. Juli  | Alexander Sergejewitsch Faminzyn | russischer Komponist und Musikpädagoge                                                   | 54    |       |
| 6. Juli  | Julius Anton von Poseck          | evangelischer Theologe                                                                   | 79    |       |
| 6. Juli  | Josep Maria Quadrado             | mallorquinischer Historiker, Schriftsteller und Publizist                                | 77    |       |
| 6. Juli  | Pierce Manning Butler Young      | US-amerikanischer Kongressabgeordneter und Generalmajor im Sezessionskrieg               | 59    |       |
| 7. Juli  | Joseph Crawhall                  | britischer Seiler, Folklore-Herausgeber, Illustrator und Aquarellmaler                   | 75    |       |
| 7. Juli  | Erdmann Encke                    | deutscher Bildhauer                                                                      | 53    |       |
| 7. Juli  | John Pender                      | schottischer Politiker und Unternehmer                                                   | 79    |       |
| 9. Juli  | Heinrich Ernst Beyrich           | deutscher Geologe und Paläontologe                                                       | 80    |       |
| 9. Juli  | Ludwig von Kalbermatten          | Schweizer Politiker (Katholisch-Konservative)                                            | 40    |       |
| 9. Juli  | Eugen Klimsch                    | deutscher Grafiker, Illustrator und Maler                                                | 56    |       |
| 10. Juli | Joseph-Christian-Ernest Bourret  | französischer Kardinal und Bischof                                                       | 68    |       |
| 10. Juli | Frank H. Hurd                    | US-amerikanischer Politiker                                                              | 55    |       |
| 10. Juli | Ludwig Meinardus                 | deutscher Komponist und Musikschriftsteller                                              | 68    |       |
| 11. Juli | Ernst Curtius                    | deutscher Archäologe und Historiker                                                      | 81    |       |
| 11. Juli | Roddy Owen                       | britischer Jockey und Offizier                                                           |       |       |
| 12. Juli | Karl Armbrust                    | deutscher Organist und Komponist                                                         | 47    |       |
| 12. Juli | Giulio Ascoli                    | italienischer Mathematiker                                                               | 53    |       |
| 12. Juli | Edmund Marriner Gill             | englischer Landschaftsmaler                                                              | 75    |       |
| 12. Juli | Christian Friedrich Göttisheim   | Schweizer Politiker                                                                      | 59    |       |
| 12. Juli | Moritz Kirstein                  | deutscher Mediziner                                                                      | 65    |       |
| 12. Juli | Hermann Wiesike                  | deutscher Gutsbesitzer und Politiker (NLP), MdR                                          | 70    |       |
| 13. Juli | Emanuel Gurlitt                  | deutscher Autor                                                                          | 70    |       |
| 13. Juli | August Kanitz                    | österreichisch-ungarischer Botaniker                                                     | 53    |       |
| 13. Juli | August Kekulé                    | deutscher Chemiker und Naturwissenschaftler                                              | 66    |       |
| 13. Juli | Gideon Reynolds                  | US-amerikanischer Politiker                                                              | 82    |       |
| 14. Juli | Julius Disselhoff                | lutherischer Pfarrer, Direktor der Kaiserswerther Diakonissenanstalt und Autor           | 68    |       |
| 14. Juli | Luther Whiting Mason             | US-amerikanischer Musikpädagoge                                                          | 78    |       |
| 14. Juli | Adolph Siegfried                 | deutscher Bildhauer                                                                      | 53    |       |
| 14. Juli | Raffaele Monaco La Valletta      | römisch-katholischer Kardinal                                                            | 69    |       |
| 16. Juli | Selmar Bagge                     | deutscher Komponist                                                                      | 73    |       |
| 16. Juli | Josef Benischek                  | österreichischer Architekt                                                               | 55    |       |
| 16. Juli | Johann Gasser                    | österreichischer Büchsenmacher und Fabrikant                                             | 49    |       |
| 16. Juli | Edmond de Goncourt               | französischer Schriftsteller                                                             | 74    |       |
| 16. Juli | William Russell                  | US-amerikanischer Politiker                                                              | 39    |       |
| 17. Juli | Friederike Bäuerle               | österreichische Pianistin und Schriftstellerin                                           | 81    |       |
| 17. Juli | Joseph Alfred Novello            | britischer Musikverleger und Mitglied der britisch-italienischen Verlegerfamilie Novello | 85    |       |
| 17. Juli | Rainilaiarivony                  | madagassischer Politiker, Premierminister des Königreichs Madagaskar (1864–1895)         | 68    |       |
| 17. Juli | Viktor Rokitansky                | österreichischer Opernsänger und Gesangspädagoge                                         | 60    |       |
| 18. Juli | Adolfo Bartoli                   | italienischer Physiker                                                                   | 45    |       |
| 18. Juli | Adolf Geyer                      | deutscher Sänger und Musikdirektor                                                       |       |       |
| 18. Juli | Christian Carl Magnussen         | deutscher Kunstmaler                                                                     | 74    |       |
| 19. Juli | Théodore Salomé                  | französischer Organist und Komponist                                                     | 62    |       |
| 19. Juli | Ernst Viktor Schellenberg        | deutscher Lehrer, Professor und Geheimer Hofrat                                          | 68    |       |
| 19. Juli | Hermann von Wedel                | preußischer Generalmajor                                                                 | 81    |       |
| 19. Juli | Joseph H. Williams               | US-amerikanischer Politiker, Gouverneur von Maine                                        | 82    |       |
| 20. Juli | Adolf Ebeling                    | deutscher Schriftsteller                                                                 | 68    |       |
| 20. Juli | Friedrich Simony                 | österreichischer Geograph und Alpenforscher                                              | 82    |       |
| 21. Juli | Johann Christian Wraske          | deutscher Porträt- und Historienmaler                                                    | 79    |       |
| 22. Juli | Thomas Heinrich Voigt            | deutscher Maler und Hoffotograf                                                          | 58    |       |
| 22. Juli | George W. Jones                  | US-amerikanischer Politiker                                                              | 92    |       |
| 23. Juli | Arthur Linton                    | britischer Radrennfahrer                                                                 | 27    |       |
| 24. Juli | Hermann Cuno                     | deutscher Architekt und preußischer Baubeamter                                           | 65    |       |
| 26. Juli | Lothar von Faber                 | deutscher Unternehmer                                                                    | 79    |       |
| 26. Juli | Josef von Haas                   | Generalkonsul Österreich-Ungarns in Shanghai                                             |       |       |
| 26. Juli | August Ferdinand Hopfgarten      | deutscher Maler                                                                          | 89    |       |
| 27. Juli | William Henry Smith              | US-amerikanischer Zeitungsredakteur und Politiker                                        | 62    |       |
| 28. Juli | Karl Günther                     | deutscher Tiermediziner                                                                  | 73    |       |
| 28. Juli | Robert Washington Fyan           | US-amerikanischer Politiker                                                              | 61    |       |
| 28. Juli | Peter Volgger d. J.              | altösterreichischer Orgelbauer                                                           | 54    |       |
| 28. Juli | Harrison H. Wheeler              | US-amerikanischer Politiker                                                              | 57    |       |
| 29. Juli | Louis Böhmer                     | deutsch-amerikanischer Gartenbauwissenschaftler und -unternehmer                         | 53    |       |
| 29. Juli | Raleigh Edward Colston           | General der Konföderierten Staaten von Amerika im Amerikanischen Bürgerkrieg             | 70    |       |
| 31. Juli | Christian Wiener                 | deutscher Mathematiker                                                                   | 69    |       |

## August
| Tag        | Name                                        | Beruf, bekannt als                                                                                          | Alter | Beleg |
| ---------- | ------------------------------------------- | --- | ----- | ----- |
| 1. August  | William Grove                               | britischer Jurist und Naturwissenschaftler                                                                  | 85    |       |
| 2. August  | Eduard Krah                                 | deutscher Gymnasiallehrer und Altphilologe                                                                  | 75    |       |
| 2. August  | James FitzGerald                            | Kolonialist, Zeitungsgründer, Journalist und Politiker in Neuseeland                                        | 78    |       |
| 3. August  | Franziska Jarke                             | deutsche Schriftstellerin                                                                                   | 80    |       |
| 3. August  | Friedrich Staub                             | Schweizer Sprachwissenschaftler                                                                             | 70    |       |
| 4. August  | Léo Drouyn                                  | französischer Maler, Grafiker, Architekt und Archäologe                                                     | 80    |       |
| 5. August  | George T. Anthony                           | US-amerikanischer Politiker                                                                                 | 72    |       |
| 5. August  | Julius Hofmann                              | österreichischer Architekt                                                                                  | 55    |       |
| 7. August  | Louis Fleischner                            | US-amerikanischer Geschäftsmann und Politiker (Demokratische Partei)                                        | 68    |       |
| 7. August  | Sigismund Gschwandner                       | österreichischer Benediktiner und Schulmann                                                                 | 72    |       |
| 7. August  | Elise Krinitz                               | deutsche Autorin                                                                                            | 71    |       |
| 7. August  | Robert Nobel                                | schwedischer Industrieller, Ölmagnat und Bruder von Alfred Nobel                                            | 66    |       |
| 7. August  | Samuel Shellabarger                         | US-amerikanischer Politiker                                                                                 | 78    |       |
| 7. August  | Charlotte Zeidler                           | deutsche Pianistin und Klavierlehrerin                                                                      |       |       |
| 8. August  | Calvin C. Chaffee                           | US-amerikanischer Politiker                                                                                 | 84    |       |
| 8. August  | Friedrich Helbig                            | deutscher Jurist und Schriftsteller                                                                         | 63    |       |
| 8. August  | Theodor Ferdinand Ulrich                    | deutscher Hüttenmann und Politiker (Zentrum), MdR                                                           | 70    |       |
| 9. August  | Alonzo J. Edgerton                          | US-amerikanischer Jurist und Politiker                                                                      | 69    |       |
| 10. August | Ernst Götzinger                             | Schweizer Germanist und Historiker                                                                          | 58    |       |
| 10. August | Marie Kahle-Kessler                         | deutsche Schauspielerin                                                                                     | 51    |       |
| 10. August | Otto Lilienthal                             | deutscher Pionier des Gleit- und Muskelkraftflugs                                                           | 48    |       |
| 10. August | Heinrich Foullon von Norbeeck               | österreichischer Geologe                                                                                    | 46    |       |
| 11. August | Alexis Lepère der Jüngere                   | französischer Pomologe, Baumschulbesitzer und Obstzüchter                                                   |       |       |
| 12. August | Julius Dickert                              | deutscher Politiker (DFP), MdR                                                                              | 80    |       |
| 12. August | Ludovic-Henri-Marie-Ixile Julien-Laferrière | französischer Geistlicher und römisch-katholischer Bischof von Constantine-Hippone                          | 57    |       |
| 12. August | Hubert Anson Newton                         | US-amerikanischer Astronom und Mathematiker                                                                 | 66    |       |
| 13. August | Adam Bürkle                                 | deutscher Auswanderer, Pfarrer und Stadtgründer                                                             | 71    |       |
| 13. August | Joseph Delboeuf                             | belgischer Philosoph, Psychologe und Mathematiker                                                           | 64    |       |
| 13. August | William England                             | englischer Fotograf und Erfinder                                                                            |       |       |
| 13. August | John Everett Millais                        | britischer Maler                                                                                            | 67    |       |
| 13. August | Philipp Ludwig von Seidel                   | deutscher Mathematiker, Optiker und Astronom                                                                | 74    |       |
| 14. August | Josef Rapp                                  | Oberamtsbaumeister und Landtagsabgeordneter                                                                 | 64    |       |
| 15. August | Rudolph Schachner                           | deutscher Pianist und Komponist                                                                             | 79    |       |
| 15. August | Josiah D. Whitney                           | US-amerikanischer Geologe                                                                                   | 76    |       |
| 16. August | Leopold Ferdinand Theodor Eduard Hartmann   | preußischer Generalmajor                                                                                    | 76    |       |
| 16. August | David Lewis Macpherson                      | kanadischer Politiker                                                                                       | 77    |       |
| 16. August | Johann Hubert Schlick                       | deutscher Gutsbesitzer und Politiker                                                                        | 66    |       |
| 17. August | Peter Beising                               | deutscher katholischer Theologe und Ehrenbürger der Stadt Essen                                             | 90    |       |
| 17. August | Élie-Abel Carrière                          | französischer Gärtner, Botaniker und Schriftsteller                                                         | 78    |       |
| 17. August | Bridget Driscoll                            | erster Mensch, der durch einen Verkehrsunfall starb, an dem ein Automobil beteiligt war                     |       |       |
| 18. August | Richard Avenarius                           | deutscher Philosoph und Vertreter des Empiriokritizismus                                                    | 52    |       |
| 18. August | Curt von Zedtwitz                           | deutscher Gesandter                                                                                         |       |       |
| 19. August | Carl Bartberger                             | deutschamerikanischer Architekt                                                                             | 72    |       |
| 19. August | Ransom W. Dunham                            | US-amerikanischer Politiker                                                                                 | 58    |       |
| 19. August | Alexander Henry Green                       | britischer Geologe                                                                                          | 63    |       |
| 19. August | Julius Henrik Lange                         | dänischer Kunsthistoriker und Ästhetiker                                                                    | 58    |       |
| 19. August | Gustav Olsen-Berg                           | norwegischer Politiker und Typograph                                                                        | 34    |       |
| 21. August | Mathilde Arnemann                           | deutsche Mäzenin                                                                                            | 87    |       |
| 21. August | Johann Maria Carl Farina                    | deutscher Parfümhersteller und Stifter                                                                      | 56    |       |
| 22. August | Franz von Matzinger                         | österreichischer Beamter                                                                                    | 79    |       |
| 22. August | Karl Voss                                   | deutscher Bildhauer                                                                                         | 70    |       |
| 24. August | Johann Jakob Egli                           | Schweizer Geograph                                                                                          | 71    |       |
| 24. August | Samuel A. Holbrook                          | US-amerikanischer Geschäftsmann und Politiker                                                               | 81    |       |
| 25. August | Sigmund Eggert                              | deutscher Genremaler                                                                                        | 57    |       |
| 25. August | Hamad ibn Thuwaini ibn Said                 | Sultan von Sansibar                                                                                         |       |       |
| 25. August | Teodora Matejko                             | Gattin des polnischen Malers Jan Matejko                                                                    |       |       |
| 25. August | Nikolaus Rüdinger                           | deutscher Anatom                                                                                            | 64    |       |
| 25. August | Wilhelm Wiesberg                            | österreichischer Schriftsteller und Volkssänger                                                             | 45    |       |
| 26. August | Arthur MacArthur senior                     | US-amerikanischer Politiker                                                                                 | 81    |       |
| 26. August | Heinrich Noë                                | deutscher Schriftsteller                                                                                    | 61    |       |
| 27. August | Lewis Steward                               | US-amerikanischer Politiker                                                                                 | 71    |       |
| 28. August | Carl Rudolf Huber                           | österreichischer Maler und Graphiker                                                                        | 57    |       |
| 28. August | Salomon Kümmerle                            | deutscher evangelischer Kirchenmusiker, Organist, Essayist, Musikschriftsteller sowie Haus- und Schullehrer | 64    |       |
| 29. August | Albert Güldenpenning                        | deutscher Klassischer Philologe und Gymnasiallehrer                                                         | 42    |       |
| 29. August | Joseph Wengert                              | deutscher Geistlicher, Redakteur und Politiker (Zentrum), MdR                                               | 61    |       |
| 30. August | Eugen von Richthofen                        | preußischer Generalmajor                                                                                    | 86    |       |
| 30. August | Balthasar Schlimbach                        | Würzburger Orgelbauer                                                                                       | 89    |       |
| 31. August | Robert von Schalburg                        | mecklenburgischer Rittergutsbesitzer und Landwirtschaftsfunktionär                                          | 65    |       |
| August     | Uwini                                       | Häuptlingspriester der Makalaka in Simbabwe                                                                 |       |       |

## September
| Tag           | Name                                 | Beruf, bekannt als                                                                                   | Alter | Beleg |
| ------------- | ------------------------------------ | --- | ----- | ----- |
| 1. September  | Joseph Ignaz von Ah                  | Schweizer katholischer Priester und Schriftsteller                                                   | 61    |       |
| 1. September  | Theodor Colshorn                     | deutscher Schriftsteller                                                                             | 75    |       |
| 1. September  | Claude Casimir Gillet                | französischer Botaniker                                                                              | 90    |       |
| 1. September  | Johann Evangelist Habert             | österreichischer Komponist und Kirchenmusiker                                                        | 62    |       |
| 1. September  | Christian Lutteroth                  | deutscher Jurist, Gutsbesitzer und Politiker                                                         | 73    |       |
| 2. September  | Josef von Kerschensteiner            | deutscher Mediziner                                                                                  | 65    |       |
| 3. September  | Raoul von Dombrowski                 | österreichischer Forstwissenschaftler                                                                | 63    |       |
| 3. September  | Max Müller                           | deutscher Mediziner                                                                                  | 66    |       |
| 3. September  | Heinrich Isaacson von Newfort        | österreichischer Offizier                                                                            | 83    |       |
| 3. September  | Georg Konrad Rothbart                | deutscher Architekt und Baumeister                                                                   | 78    |       |
| 4. September  | Martin Härtinger                     | deutscher Sänger in der Stimmlage Tenor sowie Mediziner                                              | 81    |       |
| 4. September  | Johann Kautsky                       | tschechischer Bühnenbild- und Landschaftsmaler                                                       | 68    |       |
| 5. September  | Carl Albert Dauthendey               | deutscher Fotograf                                                                                   | 76    |       |
| 5. September  | August Dühr                          | deutscher klassischer Philologe und Gymnasialprofessor                                               | 90    |       |
| 5. September  | Ludwig Heinrich Spiess               | polnischer Unternehmer der Pharmaindustrie                                                           | 76    |       |
| 5. September  | Heinrich Weule                       | deutscher Maschinenfabrikant                                                                         | 80    |       |
| 6. September  | Joseph Archer Crowe                  | englischer Kunstschriftsteller                                                                       | 70    |       |
| 6. September  | George Brown Goode                   | US-amerikanischer Ichthyologe                                                                        | 45    |       |
| 7. September  | August Neven DuMont                  | deutscher Verleger                                                                                   | 64    |       |
| 7. September  | Joseph Weingärtner                   | deutscher Jurist, Autor und Numismatiker                                                             | 91    |       |
| 8. September  | Richard Caswell Gatlin               | US-amerikanischer Offizier der US-Armee und General der Konföderierten im amerikanischen Bürgerkrieg | 87    |       |
| 8. September  | Anna Versing-Hauptmann               | deutsche Bühnenschauspielerin und Schriftstellerin                                                   | 61    |       |
| 9. September  | Luigi Palmieri                       | italienischer Seismologe und Vulkanologe                                                             | 89    |       |
| 9. September  | Henry B. Payne                       | US-amerikanischer Politiker                                                                          | 85    |       |
| 9. September  | Ludewig Johann von Slicher           | königlich-hannoverscher Generalmajor                                                                 | 87    |       |
| 9. September  | Joseph M. Warren                     | US-amerikanischer Politiker                                                                          | 83    |       |
| 11. September | Alexander von Attems-Heiligenkreuz   | Geheimer Rat und Feldmarschallleutnant                                                               | 82    |       |
| 11. September | Francis James Child                  | Philologe und Volkskundler                                                                           | 71    |       |
| 11. September | Robert Hildebrand                    | deutscher Jurist und Politiker, MdR                                                                  | 66    |       |
| 13. September | Maximilian von Liebeherr             | deutscher Jurist und Präsident des Oberlandesgerichts Mecklenburgs                                   | 82    |       |
| 14. September | Karl von Horn                        | bayerischer General der Infanterie                                                                   | 77    |       |
| 14. September | Georg Lienbacher                     | österreichischer Jurist und Politiker, Landtagsabgeordneter                                          | 74    |       |
| 14. September | Francisco Melitón Vargas y Gutiérrez | mexikanischer Geistlicher, Bischof von Tlaxcala                                                      | 74    |       |
| 15. September | Joseph Robert Davis                  | General der Konföderierten im Amerikanischen Bürgerkrieg                                             | 71    |       |
| 16. September | James Mitchell Ashley                | US-amerikanischer Politiker                                                                          | 71    |       |
| 16. September | Carl August Brentano-Mezzegra        | deutscher Unternehmer                                                                                | 79    |       |
| 16. September | Antônio Carlos Gomes                 | brasilianischer Komponist                                                                            | 60    |       |
| 16. September | Ludwig Mendelssohn                   | deutscher Klassischer Philologe                                                                      | 44    |       |
| 17. September | Moritz von Beckerath                 | deutscher Historienmaler                                                                             | 58    |       |
| 17. September | Auguste Margarethe Feddersen         | deutsche Malerin                                                                                     | 73    |       |
| 18. September | Hippolyte Fizeau                     | französischer Physiker                                                                               | 76    |       |
| 19. September | William P. Wolf                      | US-amerikanischer Politiker                                                                          | 62    |       |
| 20. September | Johan Gottfried Conradi              | norwegischer Komponist                                                                               | 76    |       |
| 20. September | Charles M. Harris                    | US-amerikanischer Politiker                                                                          | 75    |       |
| 21. September | Gotthelf August Eichler              | deutscher Taubstummenlehrer                                                                          | 75    |       |
| 21. September | Henry Petersen                       | dänischer Archäologe                                                                                 | 47    |       |
| 21. September | Hugo Ranzenberg                      | österreichischer Schauspieler und Regisseur                                                          | 44    |       |
| 22. September | Katharina Klafsky                    | Opernsängerin (Sopran)                                                                               | 41    |       |
| 23. September | Ivar Aasen                           | norwegischer Dichter und Sprachforscher                                                              | 83    |       |
| 23. September | Gilbert Duprez                       | französischer Operntenor und Komponist                                                               | 89    |       |
| 24. September | Emmanuel Benner                      | französischer Maler                                                                                  | 60    |       |
| 24. September | Louis De Geer                        | schwedischer Jurist, Abgeordneter, Schriftsteller und Ministerpräsident                              | 78    |       |
| 24. September | Oswald von Kielmansegg               | deutscher Offizier                                                                                   | 58    |       |
| 24. September | Julius von Maltzan                   | mecklenburgischer Gutsherr, Politiker und Publizist                                                  | 84    |       |
| 25. September | Max Cohnheim                         | deutscher Revolutionär, deutschamerikanischer Schriftsteller und Publizist sowie Aktivist            | 69    |       |
| 25. September | Johann Nowotny                       | böhmischer Komponist und Militärkapellmeister                                                        | 44    |       |
| 26. September | Karl Brunnemann                      | deutscher Pädagoge, Philologe und Historiker                                                         | 72    |       |
| 26. September | Ezra Clark                           | US-amerikanischer Politiker                                                                          | 83    |       |
| 26. September | Jakob Grünenwald                     | deutscher Historien- und Genremaler                                                                  | 74    |       |
| 26. September | Gustav Reuß                          | württembergischer Oberamtmann                                                                        | 62    |       |
| 26. September | Ludwig Rudolph                       | deutscher Lehrer und Botaniker                                                                       | 83    |       |
| 26. September | William G. Tomer                     | US-amerikanischer Kirchenlieddichter, Musiker und Lehrer                                             | 62    |       |
| 26. September | Hermann Trefurth                     | sächsischer Oberst und Träger hoher Auszeichnungen                                                   | 50    |       |
| 27. September | Thomas Stadlober                     | österreichischer Politiker                                                                           | 61    |       |
| 29. September | Gustav Köhler                        | preußischer Generalleutnant                                                                          | 78    |       |
| 30. September | Nikolai Dellingshausen               | deutsch-baltischer Naturforscher                                                                     | 68    |       |
| 30. September | Moritz Wilhelm Drobisch              | deutscher Mathematiker und Philosoph                                                                 | 94    |       |

## Oktober
| Tag         | Name                                      | Beruf, bekannt als                                                                           | Alter | Beleg |
| ----------- | ----------------------------------------- | -------------------------------------------------------------------------------------------- | ----- | ----- |
| 1. Oktober  | Alexander von Schönburg-Hartenstein       | österreichisch-ungarischer Diplomat, Politiker und Gutsbesitzer                              | 70    |       |
| 1. Oktober  | August Weihe                              | deutscher Arzt und Homöopath                                                                 | 55    |       |
| 2. Oktober  | Ludwig Lenz                               | deutscher Schriftsteller und Journalist                                                      | 83    |       |
| 2. Oktober  | Gneomar Ernst von Natzmer                 | preußischer Offizier und Militärschriftsteller                                               | 64    |       |
| 2. Oktober  | José Pedro de Oliveira Galvão             | brasilianischer Militär und Politiker                                                        | 56    |       |
| 3. Oktober  | William Morris                            | britischer Schriftsteller, Kunsthandwerker                                                   | 62    |       |
| 4. Oktober  | Alexander Franken                         | deutscher Rechtswissenschaftler                                                              | 48    |       |
| 4. Oktober  | Heinrich Geyer                            | deutscher Prophet der katholisch-apostolischen Gemeinden                                     | 78    |       |
| 4. Oktober  | Julius Grégr                              | böhmisch-tschechischer Politiker und Journalist                                              | 64    |       |
| 4. Oktober  | Philipp Hirschfeld                        | deutscher Schachmeister                                                                      | 56    |       |
| 6. Oktober  | James Abbott                              | britischer Militär im Kolonial-Indien                                                        | 89    |       |
| 6. Oktober  | Moritz Schiff                             | deutscher Physiologe                                                                         | 73    |       |
| 7. Oktober  | Emma Darwin                               | Ehefrau von Charles Darwin                                                                   | 88    |       |
| 7. Oktober  | John Langdon-Down                         | britischer Arzt mit dem Fachgebiet Neurologie; Namensgeber für das Down-Syndrom              | 67    |       |
| 7. Oktober  | George A. Sheridan                        | US-amerikanischer Politiker                                                                  | 56    |       |
| 7. Oktober  | Louis Jules Trochu                        | französischer General                                                                        | 81    |       |
| 8. Oktober  | Christian Ehninger                        | deutscher Politiker (DP), MdL (Württemberg)                                                  | 77    |       |
| 8. Oktober  | George du Maurier                         | britischer Autor                                                                             | 62    |       |
| 8. Oktober  | Albert Wiesinger                          | österreichischer Pfarrer und Journalist                                                      | 66    |       |
| 9. Oktober  | Wenzel Güntner                            | böhmisch-österreichischer Chirurg                                                            | 75    |       |
| 9. Oktober  | Johann Stanislaus Kubary                  | polnischstämmiger Ethnograph und Biologe                                                     | 49    |       |
| 9. Oktober  | Gaetano de Ruggiero                       | italienischer Kardinal und Prälat der katholischen Kirche                                    | 80    |       |
| 9. Oktober  | Silas Woodson                             | US-amerikanischer Politiker                                                                  | 77    |       |
| 10. Oktober | Levi K. Fuller                            | US-amerikanischer Politiker und Gouverneur des Bundesstaates Vermont (1892–1894)             | 55    |       |
| 10. Oktober | Ferdinand von Mueller                     | deutsch-australischer Botaniker und Geograph                                                 | 71    |       |
| 11. Oktober | Edward White Benson                       | Erzbischof von Canterbury                                                                    | 67    |       |
| 11. Oktober | Anton Bruckner                            | österreichischer Komponist                                                                   | 72    |       |
| 11. Oktober | Boguslaw Chotek von Chotkow               | österreichisch-ungarischer Diplomat                                                          | 67    |       |
| 12. Oktober | Christian Emil Krag-Juel-Vind-Frijs       | dänischer Staatsmann                                                                         | 78    |       |
| 13. Oktober | Karl Claussen                             | deutscher Philologe und Parlamentarier                                                       | 85    |       |
| 13. Oktober | Otto Eberlein                             | deutscher Maler, Illustrator und Zeichenlehrer                                               | 69    |       |
| 13. Oktober | Thomas W. Ferry                           | US-amerikanischer Politiker                                                                  | 69    |       |
| 13. Oktober | Eugen Sell                                | deutscher Nahrungsmittelchemiker                                                             | 54    |       |
| 14. Oktober | Italo Campanini                           | italienischer Operntenor                                                                     | 51    |       |
| 14. Oktober | Hermann Manz                              | deutscher Verleger, Buch- und Kunsthändler                                                   | 57    |       |
| 14. Oktober | Constantin Rößler                         | deutscher Historiker, Publizist und Philosoph                                                | 75    |       |
| 15. Oktober | Edmund Dejanicz von Gliszczynski          | preußischer Generalmajor, Gutsbesitzer, Mitglied des preußischen Abgeordnetenhauses          | 71    |       |
| 15. Oktober | Otto von Gehren                           | deutscher Verwaltungsjurist, MdR                                                             | 78    |       |
| 15. Oktober | Rudolf Gleichauf                          | deutscher Historien- und Trachtenmaler                                                       | 70    |       |
| 16. Oktober | Henry Trimen                              | britischer Arzt und Botaniker                                                                | 52    |       |
| 17. Oktober | Rudolf Riggenbach                         | Schweizer Politiker                                                                          | 73    |       |
| 18. Oktober | Johann Feser                              | deutscher Tierarzt und Mikrobiologe                                                          | 55    |       |
| 18. Oktober | Meyer Levy                                | deutscher Rechtswissenschaftler und Rechtsanwalt                                             | 63    |       |
| 18. Oktober | Eduard Moll                               | Oberbürgermeister von Mannheim                                                               | 82    |       |
| 18. Oktober | Engelbert Peiffer                         | deutscher Bildhauer und Medailleur                                                           | 66    |       |
| 18. Oktober | Johann Ludwig Schneller                   | deutscher Lehrer und Missionar                                                               | 76    |       |
| 19. Oktober | Karl Friedrich Good                       | Schweizer Jurist und Politiker                                                               | 55    |       |
| 19. Oktober | Josef Pischna                             | böhmischer Pianist und Komponist                                                             | 70    |       |
| 19. Oktober | William Adams Richardson                  | US-amerikanischer Jurist und Politiker                                                       | 74    |       |
| 20. Oktober | Adolf Bühler senior                       | Schweizer Unternehmer                                                                        | 74    |       |
| 20. Oktober | Friedrich Paul David Bürkli               | Zürcher Buchdrucker und Zeitungsverleger                                                     | 78    |       |
| 20. Oktober | Ewald Ovir                                | deutsch-baltischer Missionar und evangelischer Märtyrer                                      | 23    |       |
| 20. Oktober | Agostino Ricci                            | italienischer General                                                                        | 64    |       |
| 20. Oktober | Karl Segebrock                            | deutsch-baltischer Missionar und evangelischer Märtyrer                                      | 24    |       |
| 20. Oktober | Félix Tisserand                           | französischer Mathematiker und Astronom                                                      | 51    |       |
| 21. Oktober | Alexander Christoph von Brevern           | russischer Generalmajor                                                                      | 73    |       |
| 21. Oktober | James Henry Greathead                     | Bauingenieur, der die Tunnelbohrmaschine erfand                                              | 52    |       |
| 21. Oktober | Winfried Hörmann von Hörbach              | deutscher Politiker (LRP), bayerischer Staatsminister, Regierungspräsident, MdR              | 75    |       |
| 22. Oktober | Samuel Heinrich Hall                      | deutscher Jurist und Politiker (NLP), MdR                                                    | 77    |       |
| 22. Oktober | Friedrich Kaspar Hartmann                 | preußischer Generalmajor                                                                     | 87    |       |
| 22. Oktober | Christian Roos                            | römisch-katholischer Bischof von Limburg und Freiburg                                        | 70    |       |
| 22. Oktober | Edwin Willits                             | amerikanischer Politiker                                                                     | 66    |       |
| 23. Oktober | Charles Frederick Crisp                   | US-amerikanischer Politiker                                                                  | 51    |       |
| 23. Oktober | Columbus Delano                           | US-amerikanischer Politiker                                                                  | 87    |       |
| 24. Oktober | Eugène Goupil                             | französisch-mexikanischer Philanthrop und Kunstsammler                                       | 64    |       |
| 24. Oktober | Albert Abdullah David Sassoon             | britisch-indischer Kaufmann und Philanthrop                                                  | 78    |       |
| 25. Oktober | Morton C. Hunter                          | US-amerikanischer Offizier und Politiker                                                     | 71    |       |
| 25. Oktober | Claudius Saunier                          | französischer Uhrmacher und Fachlehrer                                                       | 80    |       |
| 25. Oktober | Otto Seiler                               | deutscher Landwirt, Rittergutsbesitzer und konservativer Politiker, MdL (Königreich Sachsen) | 78    |       |
| 25. Oktober | Ernst Wenzel                              | deutscher Mediziner und Hochschullehrer                                                      | 56    |       |
| 26. Oktober | Paul Challemel-Lacour                     | französischer Politiker und Autor                                                            | 69    |       |
| 26. Oktober | Adolf Dürrnberger                         | österreichischer Politiker                                                                   | 58    |       |
| 26. Oktober | Charles A. Eldredge                       | US-amerikanischer Politiker                                                                  | 76    |       |
| 26. Oktober | Gustav Quentell                           | deutscher Maler                                                                              | 80    |       |
| 27. Oktober | H. Newell Martin                          | britischer Physiologe                                                                        | 48    |       |
| 28. Oktober | Victor Charles Hanot                      | französischer Internist                                                                      |       |       |
| 29. Oktober | Arthur Bayley                             | Goldsucher in Western Australia                                                              | 31    |       |
| 29. Oktober | Thomas William Sadler                     | US-amerikanischer Rechtsanwalt und Politiker                                                 | 65    |       |
| 29. Oktober | John Dodson Stiles                        | US-amerikanischer Politiker                                                                  | 74    |       |
| 30. Oktober | Gustav Adolf zu Hohenlohe-Schillingsfürst | deutscher Kardinalbischof                                                                    | 73    |       |
| 31. Oktober | Anton Battig                              | österreichischer Brückenbautechniker                                                         |       |       |
| 31. Oktober | Alexander Markus Beschorner               | österreichischer Unternehmer                                                                 | 73    |       |
| 31. Oktober | Jost Karl Pfannstiel                      | Landtagsabgeordneter Großherzogtum Hessen                                                    | 80    |       |

## November
| Tag          | Name                           | Beruf, bekannt als                                                               | Alter | Beleg |
| ------------ | ------------------------------ | -------------------------------------------------------------------------------- | ----- | ----- |
| 1. November  | Alajos Degré                   | ungarischer Schriftsteller                                                       | 77    |       |
| 3. November  | Eugen Baumann                  | deutscher Chemiker                                                               | 49    |       |
| 3. November  | Franz Keller                   | deutscher Kupferstecher und Radierer der Düsseldorfer Schule                     |       |       |
| 4. November  | Edward Young                   | britischer Afrikaforscher                                                        | 65    |       |
| 5. November  | Karl Sebastian Cornelius       | deutscher Physiker                                                               | 76    |       |
| 5. November  | Johann Jakob Honegger          | Schweizer Kulturhistoriker                                                       | 71    |       |
| 5. November  | Karl Verner                    | dänischer Sprachwissenschaftler                                                  | 50    |       |
| 6. November  | Karl Christoph Heinebuch       | deutscher Musikdirektor, Kirchenmusiker und Organist                             | 56    |       |
| 6. November  | Karl Ernst Seydel              | deutscher konservativer Politiker, MdL (Königreich Sachsen)                      | 71    |       |
| 6. November  | Wilhelm von Württemberg        | österreichischer und württembergischer General                                   | 68    |       |
| 7. November  | Franz von Bagnato              | deutscher Politiker                                                              | 53    |       |
| 7. November  | Adelbert Wölfl                 | deutscher Maler                                                                  | 73    |       |
| 8. November  | Carl Hermann Hesse             | deutsch-baltischer Mediziner                                                     | 94    |       |
| 8. November  | Rudolf Hoyos                   | österreichischer Dichter und Kunstsammler                                        | 74    |       |
| 8. November  | Dietrich Langko                | deutscher Maler                                                                  | 77    |       |
| 8. November  | Hermann Roskoschny             | deutscher Schriftsteller und Verleger                                            | 50    |       |
| 8. November  | Moritz Schneller               | deutscher Augenarzt                                                              | 62    |       |
| 9. November  | Emil Frommel                   | deutscher Theologe und Volksschriftsteller                                       | 68    |       |
| 9. November  | Hugo Gyldén                    | schwedischer Astronom                                                            | 55    |       |
| 9. November  | Napoleon Sarony                | Fotograf, Zeichner und Lithograph                                                |       |       |
| 10. November | Henry Sherwood                 | US-amerikanischer Politiker                                                      | 83    |       |
| 11. November | Robert Baerwald                | deutscher Bildhauer                                                              | 37    |       |
| 12. November | Joseph James Cheeseman         | elfter Präsident von Liberia                                                     |       |       |
| 12. November | Louis Bernhard Rüling          | deutscher evangelisch-lutherischer Theologe und Pfarrer                          | 74    |       |
| 12. November | Friedrich Westhoff             | deutscher Biologe, Heimatforscher und Schriftsteller                             | 39    |       |
| 14. November | Wilhelm Funcke                 | deutscher Unternehmer                                                            | 76    |       |
| 14. November | Clemens Hoffstadt              | deutscher Gutsbesitzer und Abgeordneter                                          | 90    |       |
| 15. November | Kaspar Baumann-Zürrer          | Schweizer Kaufmann und Politiker                                                 | 66    |       |
| 15. November | Alexander Brückner             | baltendeutscher Historiker                                                       | 62    |       |
| 15. November | Georg Ferdinand Dümmler        | deutscher Klassischer Philologe und Archäologe                                   | 37    |       |
| 16. November | Franziska Puricelli            | deutsche Stifterin                                                               | 66    |       |
| 16. November | Joseph von Sokcsevits          | österreich-ungarischer Feldzeugmeister und Ban von Kroatien                      | 85    |       |
| 17. November | Franz August von Gordon        | preußischer Gutsbesitzer und Politiker, MdR                                      | 59    |       |
| 17. November | Isaac Charles Parker           | US-amerikanischer Richter im Wilden Westen                                       | 58    |       |
| 18. November | John Van McDuffie              | US-amerikanischer Rechtsanwalt, Richter und Politiker                            | 55    |       |
| 18. November | Eli Houston Murray             | US-amerikanischer Politiker                                                      | 53    |       |
| 18. November | Robert Roesler                 | deutsch-schwedischer Fotograf                                                    | 59    |       |
| 18. November | Karl Eisenlohr                 | deutscher Mediziner                                                              | 49    |       |
| 18. November | Otto Wesendonck                | deutscher Kaufmann und Mäzen                                                     | 81    |       |
| 19. November | Peter Joseph Ruppen            | Schweizer Chronist und Domherr                                                   | 81    |       |
| 19. November | Otto zu Stolberg-Wernigerode   | deutscher Politiker, Vizekanzler unter Otto von Bismarck, MdR                    | 59    |       |
| 20. November | Diego Martelli                 | italienischer Kunstkritiker und Mäzen                                            | 57    |       |
| 20. November | Frederick Miles                | US-amerikanischer Politiker                                                      | 80    |       |
| 20. November | Carl von Schultes              | deutscher Politiker                                                              | 72    |       |
| 22. November | Theodor Ackermann              | deutscher Pathologe und Hochschullehrer                                          | 71    |       |
| 22. November | George Washington Gale Ferris  | Erfinder des Riesenrads                                                          | 37    |       |
| 23. November | Higuchi Ichiyō                 | japanische Schriftstellerin der Meiji-Zeit                                       | 24    |       |
| 23. November | Lafayette Lane                 | US-amerikanischer Politiker                                                      | 54    |       |
| 23. November | Julius Weidtmann               | deutscher Ingenieur                                                              | 75    |       |
| 24. November | Arnold Hirsch                  | böhmisch-österreichischer Arzt und Schriftsteller                                | 81    |       |
| 24. November | Johannes Kober                 | deutscher Apotheker und Zoologe                                                  | 56    |       |
| 25. November | Spyridon Xyndas                | griechischer Komponist klassischer Musik                                         | 84    |       |
| 26. November | Mathilde Blind                 | englischsprachige Schriftstellerin                                               | 55    |       |
| 26. November | Ladislaus Boguslawski          | österreichischer Architekt                                                       | 49    |       |
| 26. November | Frederick Broome               | britischer Gouverneur                                                            | 54    |       |
| 26. November | Antonio Cecchi                 | italienischer Entdecker, Seeoffizier und Afrika-Forscher                         | 47    |       |
| 26. November | Benjamin Apthorp Gould         | US-amerikanischer Astronom                                                       | 72    |       |
| 26. November | Clementine Helm                | deutsche Jugendbuchautorin                                                       | 71    |       |
| 26. November | Coventry Patmore               | britischer Dichter und Literaturkritiker                                         | 73    |       |
| 26. November | Emil von Wolff                 | deutscher Agrikulturchemiker                                                     | 78    |       |
| 27. November | William Francis Ainsworth      | britischer Orientalist                                                           | 89    |       |
| 27. November | Karl Egon IV. zu Fürstenberg   | deutscher Standesherr und Politiker, MdR                                         | 44    |       |
| 27. November | Philipp Jacob Johann Leo Klein | deutscher Mediziner                                                              | 81    |       |
| 27. November | Grímur Thomsen                 | isländischer Dichter                                                             | 76    |       |
| 28. November | Albert Ilg                     | österreichischer Kunsthistoriker                                                 | 49    |       |
| 28. November | Theodor Opitz                  | deutscher Publizist                                                              | 76    |       |
| 28. November | Paul Emanuel Spieker           | deutscher Architekt und Baubeamter                                               | 70    |       |
| 29. November | Wilhelm Schröder               | deutscher Jurist                                                                 | 55    |       |
| 29. November | John Scott                     | US-amerikanischer Politiker                                                      | 72    |       |
| 29. November | Berthold Woltze                | deutscher Illustrator sowie Bildnis- und Genremaler                              | 67    |       |
| 30. November | Wolfgang Plötz                 | Braumeister                                                                      | 60    |       |
| 30. November | Ludwik Ruczka                  | polnischer Politiker und Priester                                                | 82    |       |
| 30. November | William Steinway               | US-amerikanischer Klavierbauer, Geschäftsmann und Philanthrop deutscher Herkunft | 61    |       |

## Dezember
| Tag          | Name                                    | Beruf, bekannt als                                                                                       | Alter | Beleg |
| ------------ | --------------------------------------- | --- | ----- | ----- |
| 1. Dezember  | Dionys Pruckner                         | deutscher Pianist und Musikpädagoge                                                                      | 62    |       |
| 1. Dezember  | Stefan Szolc-Rogoziński                 | polnischer Afrikaforscher                                                                                | 35    |       |
| 2. Dezember  | Karl von Waldow                         | deutscher Versicherungsmanager                                                                           | 68    |       |
| 3. Dezember  | Paul André                              | Schweizer Politiker                                                                                      | 59    |       |
| 3. Dezember  | Wilhelm Boppel                          | deutscher Fotograf                                                                                       | 55    |       |
| 3. Dezember  | Carl Busse                              | deutscher Architekt und preußischer Baubeamter                                                           | 62    |       |
| 4. Dezember  | Adolph Hach                             | deutscher Verwaltungsjurist und Historiker                                                               | 64    |       |
| 4. Dezember  | Giacomo Natoli                          | italienischer Politiker, Bürgermeister von Messina                                                       | 50    |       |
| 4. Dezember  | Andreas Rutzky von Brennau              | österreich-ungarischer General und Militärschriftsteller                                                 | 67    |       |
| 5. Dezember  | August Druckenmüller                    | deutscher Ingenieur und Stahlbau-Fabrikant in Berlin                                                     | 56    |       |
| 5. Dezember  | August Herzmansky                       | österreichischer Kaufmann und Begründer des Warenhauses Herzmansky                                       | 62    |       |
| 6. Dezember  | Joseph Charlier                         | belgischer Jurist, Schriftsteller, Buchhalter und Kaufmann                                               | 80    |       |
| 6. Dezember  | William Cullom                          | US-amerikanischer Politiker                                                                              | 86    |       |
| 6. Dezember  | Jan Moerman                             | niederländischer Maler                                                                                   |       |       |
| 6. Dezember  | Louis Seydler                           | deutscher konservativer Politiker, MdL (Königreich Sachsen)                                              | 57    |       |
| 7. Dezember  | Luis Ricardo Falero                     | spanischer Maler                                                                                         | 45    |       |
| 7. Dezember  | John R. Fellows                         | US-amerikanischer Offizier, Jurist und Politiker                                                         | 64    |       |
| 7. Dezember  | Antonio Maceo                           | kubanischer General                                                                                      | 51    |       |
| 7. Dezember  | Ignazio Persico                         | italienischer Kardinal und Prälat der katholischen Kirche                                                | 73    |       |
| 7. Dezember  | Robert Weber                            | Schweizer Germanist, Journalist und Publizist                                                            | 72    |       |
| 7. Dezember  | Maria Wodzińska                         | polnische Verlobte Frédéric Chopins                                                                      | 77    |       |
| 8. Dezember  | Ernst Engel                             | deutscher Statistiker                                                                                    | 75    |       |
| 8. Dezember  | Johann Girard de Soucanton              | estländischer Industrieller                                                                              | 70    |       |
| 8. Dezember  | Johann Neve                             | deutscher Anarchist                                                                                      | 52    |       |
| 8. Dezember  | Ernst Bernhard Schlegel                 | schwedischer Notar, Genealoge, Heraldiker und Topograph                                                  | 58    |       |
| 8. Dezember  | Isabella Tod                            | britische Frauenrechtlerin                                                                               | 60    |       |
| 9. Dezember  | Heinrich Konrad Stein                   | deutscher Schulleiter und Autor                                                                          | 65    |       |
| 10. Dezember | Alfred Nobel                            | schwedischer Chemiker und Erfinder                                                                       | 63    |       |
| 12. Dezember | Friedhold Fleischhauer                  | deutscher Violinist und Konhzertmeister                                                                  | 62    |       |
| 12. Dezember | Jakob Malsch                            | Oberbürgermeister der Stadt Karlsruhe                                                                    | 87    |       |
| 12. Dezember | Guido von Seckendorff                   | deutscher Leutnant und Kolonist                                                                          | 67    |       |
| 12. Dezember | Ferdinand von Trauttmansdorff-Weinsberg | österreichischer Diplomat und Politiker                                                                  | 71    |       |
| 13. Dezember | Carl Hornemann                          | deutscher Chemiker, Unternehmer (gilt als Gründer der Pelikan AG) und Senator                            | 85    |       |
| 13. Dezember | Wilhelm Joseph von Wasielewski          | deutscher Violinist, Dirigent und Musikwissenschaftler                                                   | 74    |       |
| 14. Dezember | Richard S. Ayer                         | US-amerikanischer Politiker                                                                              | 67    |       |
| 15. Dezember | Petro Lebedynzew                        | ukrainischer Historiker, Archäologe, Journalist, Lehrer und religiöser Leiter                            | 76    |       |
| 15. Dezember | Friedrich Leithe                        | österreichischer Bibliothekar                                                                            | 68    |       |
| 15. Dezember | Georg Heinrich Röpe                     | deutscher evangelischer Geistlicher und Theologe                                                         | 60    |       |
| 16. Dezember | Sayles Jenks Bowen                      | US-amerikanischer Politiker                                                                              | 83    |       |
| 16. Dezember | Jean-Pierre Boyer                       | französischer katholischer Bischof und Kardinal                                                          | 69    |       |
| 16. Dezember | Heinrich Göschl                         | deutscher Bildhauer                                                                                      | 57    |       |
| 16. Dezember | Johann Jakob Spörri                     | Schweizer Mediziner und Politiker                                                                        | 74    |       |
| 17. Dezember | Paul Carl Beiersdorf                    | deutscher Apotheker und Firmengründer                                                                    | 60    |       |
| 17. Dezember | Max von Boeselager                      | deutscher Rittergutsbesitzer und Politiker                                                               | 66    |       |
| 17. Dezember | Joseph von Gerlach                      | Anatom                                                                                                   | 76    |       |
| 17. Dezember | Alexander Herrmann                      | US-amerikanischer Magier                                                                                 | 52    |       |
| 17. Dezember | Albert Naudé                            | deutscher Historiker                                                                                     | 38    |       |
| 17. Dezember | Henry L. Pierce                         | US-amerikanischer Politiker                                                                              | 71    |       |
| 17. Dezember | Richard Pohl                            | deutscher Komponist und Musikschriftsteller                                                              | 70    |       |
| 17. Dezember | Charles Edwin Wilbour                   | US-amerikanischer Journalist, Geschäftsmann und Ägyptologe                                               | 63    |       |
| 17. Dezember | Franz Valentin Zillner                  | österreichischer Arzt, Historiker und Ethnograph                                                         | 80    |       |
| 18. Dezember | Eduard Pape                             | deutscher Reichsgerichtsrat                                                                              | 60    |       |
| 18. Dezember | Auguste Paris                           | französischer Politiker der Dritten Republik sowie Anwalt und Autor mehrerer historischer Werke          | 70    |       |
| 19. Dezember | Johann Anton Wilhelm von Carstenn       | deutscher Kaufmann, Unternehmer und Stadtentwickler                                                      | 74    |       |
| 19. Dezember | Roswell G. Horr                         | US-amerikanischer Politiker                                                                              | 66    |       |
| 19. Dezember | Caspar Hubert Gustav Schulze Pellengahr | deutscher Politiker der Zentrumspartei                                                                   | 71    |       |
| 21. Dezember | Derk Doyer                              | niederländischer Mediziner                                                                               | 69    |       |
| 21. Dezember | Friedrich Heyer von Rosenfeld           | österreichischer Hauptmann und Heraldiker                                                                | 68    |       |
| 22. Dezember | Georg von Bunsen                        | deutscher Politiker (NLP, DFP), MdR                                                                      | 72    |       |
| 22. Dezember | Georg Daniel Eduard Weyer               | deutscher Mathematiker                                                                                   | 78    |       |
| 23. Dezember | Eduard Dallmann                         | deutscher Entdecker und Polarforscher                                                                    | 66    |       |
| 23. Dezember | Effie Gray                              | britische Malerin                                                                                        | 68    |       |
| 23. Dezember | William H. Hatch                        | US-amerikanischer Politiker                                                                              | 63    |       |
| 24. Dezember | Andreas Ascharin                        | baltisch-russischer Übersetzer und Schachspieler                                                         | 53    |       |
| 24. Dezember | Wilhelm Volkmann                        | deutscher Buchhändler und Verleger                                                                       | 59    |       |
| 25. Dezember | Christian Schäffer                      | Bürgermeister und Abgeordneter                                                                           | 91    |       |
| 26. Dezember | Emil Heinrich Du Bois-Reymond           | deutscher Physiologe und theoretischer Mediziner                                                         | 78    |       |
| 26. Dezember | Ernst Georg Gladbach                    | deutsch-schweizerischer Architekt, Hochschullehrer und Begründer der schweizerischen Bauernhausforschung | 84    |       |
| 26. Dezember | Anton Leopold Herrmann                  | rumäniendeutscher Komponist und Kirchenmusiker                                                           |       |       |
| 26. Dezember | Jean-Alexandre Talazac                  | französischer Tenor                                                                                      | 45    |       |
| 27. Dezember | José Manuel Hidalgo y Esnaurrízar       | mexikanischer Botschafter                                                                                |       |       |
| 28. Dezember | Heinrich Fürnkranz                      | österreichischer Eisenhändler                                                                            | 68    |       |
| 28. Dezember | August Geiger-Thuring                   | deutscher Landschaftsmaler                                                                               |       |       |
| 28. Dezember | Horatio Hale                            | US-amerikanisch-kanadischer Jurist, Ethnologe und Linguist                                               | 79    |       |
| 28. Dezember | Gustav von Wilmowski                    | deutscher Rechtswissenschaftler und Rechtsanwalt                                                         | 78    |       |
| 29. Dezember | Alexander Milne                         | britischer Admiral of the Fleet                                                                          | 90    |       |
| 29. Dezember | Wilhelm von Woyna                       | preußischer General der Infanterie, Gouverneur von Mainz                                                 | 77    |       |
| 29. Dezember | Friedrich Zeller                        | österreichischer Maler                                                                                   | 79    |       |
| 30. Dezember | Édouard-Charles Fabre                   | kanadischer Geistlicher und römisch-katholischer Erzbischof von Montréal                                 | 69    |       |
| 30. Dezember | Theodor von Renz                        | deutscher Badearzt                                                                                       | 62    |       |
| 30. Dezember | José Rizal                              | philippinischer Schriftsteller, Arzt und Nationalheld                                                    | 35    |       |
| 31. Dezember | Samuel Lehmann                          | Schweizer Politiker und Oberfeldarzt der Armee                                                           | 88    |       |
| 31. Dezember | Leopold Schoeller                       | deutscher Großunternehmer                                                                                | 66    |       |
| Dezember     | Bianka Blume                            | deutsche Opernsängerin (Sopran)                                                                          | 53    |       |

## Datum unbekannt
| Tag | Name                          | Beruf, bekannt als                                                             | Alter | Beleg |
| --- | ----------------------------- | ------------------------------------------------------------------------------ | ----- | ----- |
|     | Arnaldo Alberti               | italienischer Schriftsteller                                                   |       |       |
|     | Deodato Arellano              | philippinischer Revolutionär                                                   |       |       |
|     | Henri Barbet de Jouy          | französischer Kunstschriftsteller                                              |       |       |
|     | Fanny Berlin                  | russische Juristin                                                             |       |       |
|     | Paul Oscar Blocq              | französischer Pathologe                                                        |       |       |
|     | Hermann von Borries           | deutscher Verwaltungsbeamter                                                   |       |       |
|     | Francesco Saverio Cavallari   | italienischer Architekt, Maler und Archäologe auf Sizilien                     |       |       |
|     | Otto Dahmen                   | badischer Landwirt und Politiker                                               |       |       |
|     | Julius Dielitz                | deutscher Heraldiker                                                           |       |       |
|     | Benno von Dreßler             | deutscher Rittergutsbesitzer und Parlamentarier                                |       |       |
|     | Joseph Félon                  | französischer Maler, Bildhauer, Lithograf und Glasmaler                        |       |       |
|     | Friedrich Fink                | deutscher Organist und Komponist                                               |       |       |
|     | Léopold de Folin              | französischer Marineoffizier, Ozeanograph, Zoologe und insbesondere Malakologe |       |       |
|     | Jules Grison                  | französischer Komponist                                                        |       |       |
|     | Wilhelmine Guischard          | deutsche Schriftstellerin                                                      | 70    |       |
|     | Herrmann Haensch              | deutscher Mechaniker und Optiker                                               |       |       |
|     | Balthasar Helfmann            | deutscher Unternehmer                                                          |       |       |
|     | Henry Ingalls                 | US-amerikanischer Anwalt und Eisenbahnunternehmer                              |       |       |
|     | Constanze Jacobi              | deutsche Pianistin und Sängerin                                                | ≈72   |       |
|     | Pavlos Kalligas               | griechischer Politiker, Jurist und Schriftsteller                              |       |       |
|     | Charles Lucièn Lambert        | US-amerikanischer Komponist                                                    |       |       |
|     | Ponciano Leiva                | Präsident von Honduras                                                         |       |       |
|     | Paul Eduard Liesegang         | deutscher Unternehmer, Gründer der Ed. Liesegang oHG                           |       |       |
|     | Mensa Bonsu Kumaa             | Asantehene (Herrscher) des Königreichs Aschanti                                |       |       |
|     | Jules Moinaux                 | französischer Librettist                                                       |       |       |
|     | Nagai Naoyuki                 | Leiter Marinetrainingszentrums Nagasaki                                        |       |       |
|     | Cristoforo Negri              | italienischer Politiker, Diplomat und Geograph                                 |       |       |
|     | Karl Nücker                   | deutscher Richter und Parlamentarier                                           |       |       |
|     | Auguste Pottier               | Möbeldesigner und Innenausstatter                                              |       |       |
|     | Alexander Prandtl             | deutscher Agrarwissenschaftler, Professor für Milchwirtschaft                  |       |       |
|     | Witold Pruszkowski            | polnischer Maler                                                               |       |       |
|     | John Russell Reynolds         | britischer Neurologe                                                           |       |       |
|     | James Wyllie Rodger           | schottischer Wissenschaftler                                                   |       |       |
|     | Hermann Roelcke               | deutscher Unternehmer, Spekulant                                               |       |       |
|     | Qurmanghasy Saghyrbajuly      | kasachischer Komponist                                                         |       |       |
|     | Heinrich Remigius Sauerländer | deutscher Verleger                                                             |       |       |
|     | Adolf Schimmelpfennig         | Architekt deutscher Abstammung, tätig in Polen                                 |       |       |
|     | Alejandro Sinibaldi           | Präsident von Guatemala (1885)                                                 |       |       |
|     | Friedrich Spohr               | sächsischer Militärmusiker                                                     |       |       |
|     | Christian Steinicken          | deutscher Maler, Stahl- und Kupferstecher                                      |       |       |
|     | George Stiebel                | jamaikanischer Händler und Unternehmer                                         |       |       |
|     | Karl Wilhelm Streckfuß        | deutscher Historien-, Porträt-, Genre- und Landschaftsmaler                    |       |       |
|     | Michail Tuschmalow            | russischer Komponist und Dirigent                                              |       |       |
|     | Georgios Vizyinos             | griechischer Schriftsteller, Dichter und Gelehrter                             |       |       |
|     | Albert Wild                   | deutscher Publizist in Bayern, MdR                                             |       |       |
|     | ʿAbd al-ʿAzīz al-Amawī        | schafiitischer Gelehrter des Qādirīya-Ordens                                   |       |       |